# 세월호 침몰 사고

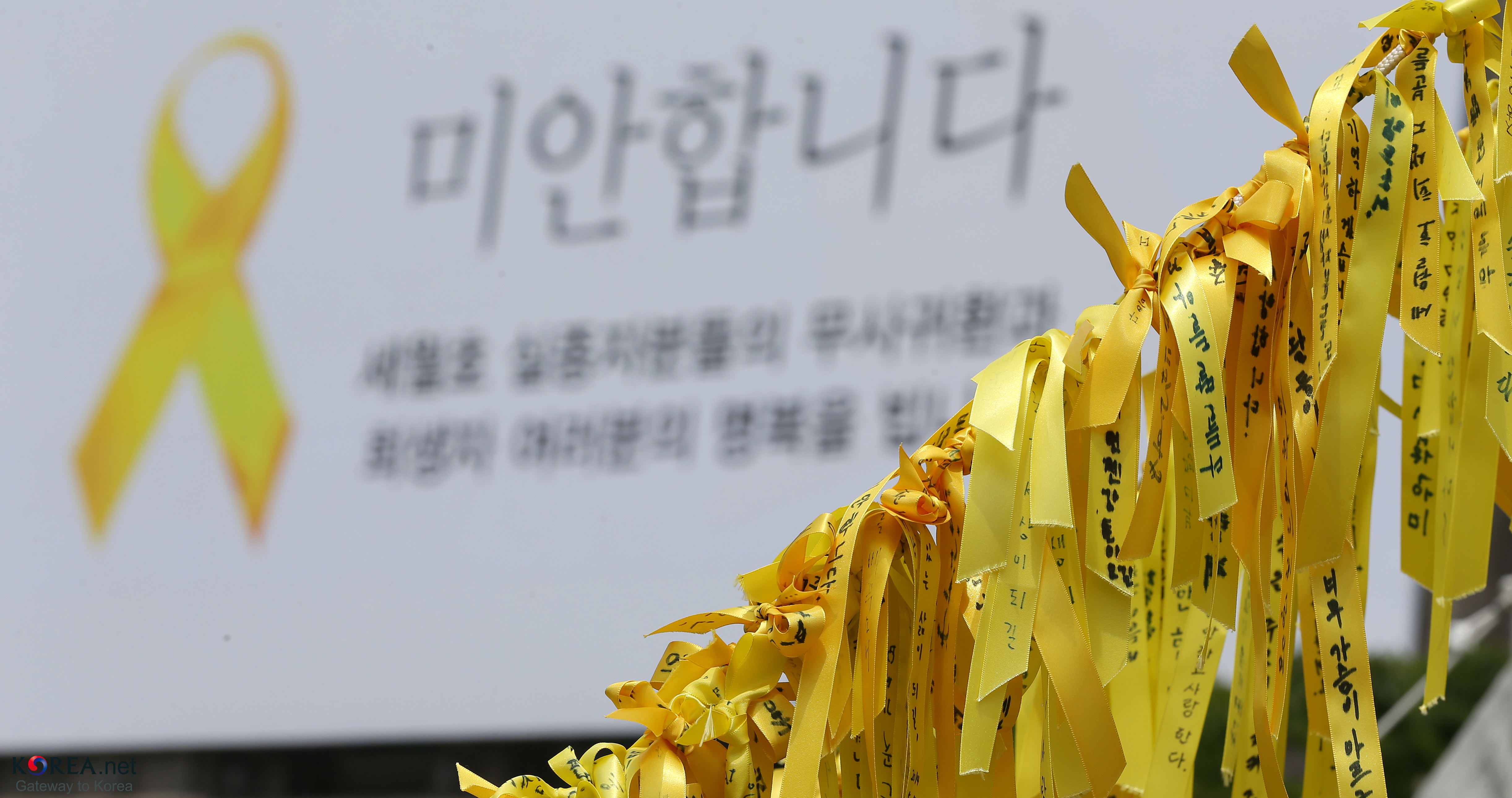
세월호 침몰 사고를 추모하는 노란 리본들 (2014년 5월 7일)

세월호 침몰 사고(영어: Sinking of MV Sewol, 淸海鎭海運歲月號沈沒事故)는 2014년 4월 16일 오전 8시 50분 경 대한민국 전라남도 진도군 조도면 부근 병풍도 해상에서 여객선 세월호가 전복되어 침몰한 사고이다. 4·16 세월호 참사(April 16th Sewol-Ferry sinking accident, 四一六歲月號慘事) 혹은 세월호 참사(歲月號慘事)로도 불린다.
세월호는 청해진해운 소속으로 인천~제주 항로를 운항한 연안 여객선이다. 단체 수학여행을 떠나는 경기도 안산시 단원고등학교의 교사와 학생 339명을 포함한 승객 476명을 태우고 4월 15일 인천항을 출항, 제주를 향해 운행하던 중인 4월 16일 오전 8시 58분 병풍도 동북쪽 2km(1.7해리) 인근에서 조난 신호를 보냈다. 2014년 4월 18일 세월호는 완전히 침몰하였으며, 이 사고로 시신 미수습자 5명을 포함한 304명이 사망하였다. 사고 생존자 172명 중 절반 이상은 해양경찰보다 약 40분 늦게 도착한 어선 등 민간 선박에 의해 구조되었다.
2014년 4월 18일부터 11월 11일까지 세월호 수중 수색 작업이 이루어졌다. 세월호 선체는 3년 동안 인양이 미뤄지다가 제18대 대통령 박근혜가 파면되고 12일 후인 2017년 3월 22일부터 인양이 시작되어, 2017년 4월 10일부터 목포신항만에 거치되었다.
세월호 침몰 사고의 진상규명을 위해 2015년 4.16 세월호 참사 특별조사위원회가 설치되었으나, 2016년 6월 특조위 조사활동이 강제 종료되었다. 세월호 인양 후인 2017년 7월 세월호 선체조사위원회가 출범하였으나, 침몰 원인에 대해 통일된 결론을 내지 못하여 '내인설'과 '열린안'의 두 보고서를 제출하고 활동을 종료했다. 2018년 12월 출범한 사회적참사 특별조사위원회는 2022년 9월 종합보고서를 공개하고 4·16세월호참사에 대해 12건의 권고사항을 내며 활동을 종료하였으나, 침몰 원인 등 완전한 진상규명을 이루지는 못하였다.

## 배경

### 청해진해운
인천시 중구에 본사를 둔 청해진해운은 1999년 2월에 창립된 연안여객선사이며, 4척의 여객선으로 인천-제주, 인천-백령도, 여수-거문도의 3개 항로를 운항하였다. 2003년에는 마루에이 페리에서 대형 카페리 오하마나호를 들여와 운용하였고, 2012년 10월에 세월호를 들여왔다.
청해진해운은 나미노우에호를 들여온 직후인 2012년 10월 7일부터 이듬해 2월 16일까지 전남 영암에 있는 CC조선에서 이 선박의 증개축 작업을 벌였다. 승객이 머무는 여객실을 증설해 최대 승선 인원은 956명(여객 921명, 선원 35명)이 됐다. 이런 개조 작업으로 아무것도 싣지 않은 배 자체의 무게를 뜻하는 경하중량은 307톤 증가했고, 이에 따라 선박이 적재할 수 있는 최대 중량을 의미하는 재화중량은 307톤 감소했다.
세월호가 구명정이 접근하기 힘들 정도로 빠르게 기울어지며 침몰한 원인 중 하나가 무리한 불법 개조·증축 때문이라는 전문가들의 견해가 있지만, 선박 설비 안전 검사 기관인 한국선급에 세월호의 증축 등에 대하여 허가 받았고 2차례에 걸쳐 문제가 없다고 평가하여 위법성은 없었다고 한다.
청해진해운이 일본에서는 운용시한 약 18년이 된 세월호(1994년 건조)를 사들여와 운항할 수 있었던 것은, 2009년 대한민국 해운법 시행규칙이 개정되면서 여객선 운항 기준이 선령 20년에서 30년으로 완화되었기 때문이라는 보도가 있었으나, 개정 전인 2008년에도 여객선 선령기준은 25년이었다. 따라서 침몰당시 선령 20년이었던 세월호는 규제 완화와 무관했다.
청해진해운은 세월호의 출항 전 운항관리자에게 차량 150대, 화물 675톤을 실었다고 보고했으나, 사참위 조사결과에 따르면 차량 185대를 포함하여 총화물량 2,213톤이 실린 것으로 밝혀졌다. 하지만 전체 화물중량은 3,576톤으로 재화중량인 3,794톤보다 적게 실렸다.
인천~제주 항로를 운항해 온 청해진해운은 세월호 사고의 책임으로 2014년 5월 인천~제주 운항 면허가 취소되었다.

### 선원
대한민국의 내항선 선박직(선장·항해사·조타수·기관사 등) 대부분은 1년 이하 계약직으로 일하는 것이 대부분이며, 사고 당시 세월호 선장도 월 270만원의 1년 계약직이었으니 직업적 안정성이 떨어져 소속감이나 사명감을 기대하기가 애초에 어렵고, 청해진해운은 2013년 선원 교육비용으로 54만 1천원을 쓰는 등 교육 관리도 열악했다고 알려졌다.
하지만 임시 선장으로 알려진 이준석 선장은 청해진해운으로부터 월 400만원 가량 받는 정식 선장이었고, 2013년 3월 세월호 출항부터 세월호의 정식 선장으로 실습 선장인 신보식과 함께 2013년 8월까지 근무했다고 한다. 이후 이준석 선장이 정년이 넘어 퇴사를 해야 해서 신보식이 정식 선장이 되었고 이준석은 계약직으로 계속 선장 근무를 했다고 밝혔다.
또한 청해진해운이 선원 교육비용으로 54만 1천원을 쓴 것에도 오해의 여지가 있다. 선원 교육은 선사에서 자체적으로 진행하는 교육과 법정 교육으로 나뉘는데, 자체적으로 진행하는 교육의 경우 별도의 교육비가 발생하지 않았고, 법정 교육의 경우 비용 자체가 크지 않고 고용노동부로부터 훈련비용의 일부를 환급받을 수 있었으며 한 번 교육 받으면 유효기간이 길고 면제도 받을 수 있었기 때문에 큰 비용을 지출할 여지가 적었다.

### 세월호

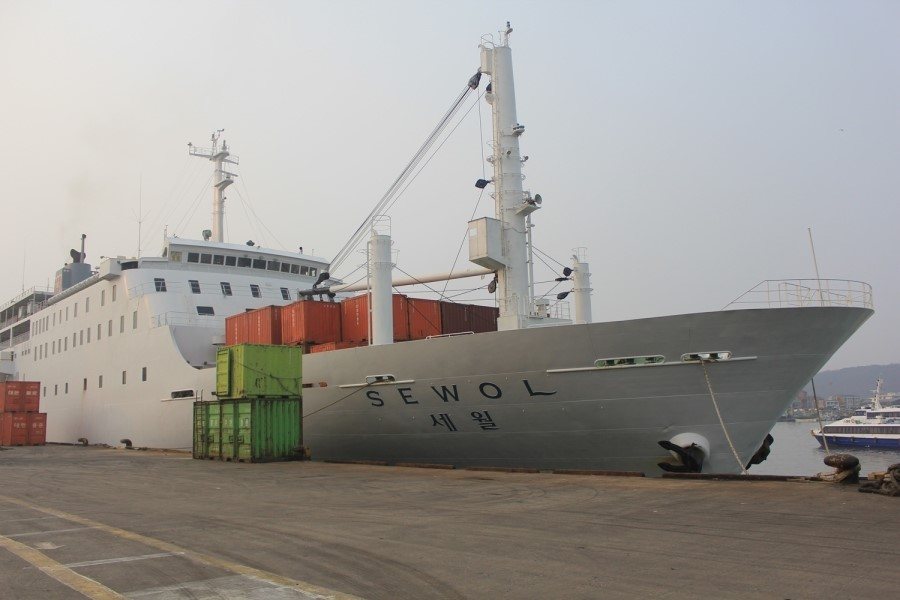
2014년 3월 27일에 촬영된 세월호

세월호는 일본 나가사키의 하야시카네 조선(林兼造船)에서 건조한 6,586톤 여객·화물 겸용선(RoPax, RORO선)으로, 1994년 4월 13일 진수되었다. 일본 마루에이 페리 사에서 '페리 나미노우에'(フェリーなみのうえ)라는 이름으로 18년 이상 가고시마~오키나와 나하 간을 운항하다가 2012년 9월 퇴역하였으며 청해진해운이 2012년 10월에 중고로 도입하여 선미쪽에 증축·개조 작업을 거친 후 2013년 3월부터 인천-제주 항로에 투입하였다. 세월호의 이름에 대해 일부 언론은 "세상(世)을 초월(越)한다"는 뜻을 담고 있다고 보도했으나 사실은 '흘러가는 시간'을 뜻하는 세월(歲月)이다.
세월호는 용적톤수(G/T) 6,825톤, 전장 145m, 선폭 22m이고, 21노트의 속도로 최대 264 마일을 운항하는 것으로 알려졌다. 여객 정원은 921명, 적재 한도는 3,794톤, 만재배수량은 9,907톤이다.
세월호의 내부는 5층으로, 갑판 아래에 위치한 1층과 2층에는 화물칸, 갑판 위의 3층과 4층에는 승객을 위한 객실이 마련되어 있고, 5층에는 조타실과 승무원실, VIP실이 있는 것으로 보도되었다.

### 인천-제주 항로
인천-제주 항로는 1995년 5월에 처음으로 개설되었다. 인천~제주 항로를 처음으로 운항한 것은 청해진해운의 전신격인 ㈜세모의 '세모고속페리'호였다. 세모고속페리호는 최대 500명의 승객과 차량 100여 대를 싣고 편도 16시간으로 인천항과 제주항 사이를 주 3회 왕복하였다. 2001년에는 청해진 해운이 춘양호를 추가로 투입하여 세모 고속페리 1호와 함께 최대 600여 명의 승객을 싣고 편도 13시간으로 1일 1회 운행하였다. 2003년 3월에는 6,322톤급의 대형 카페리 오하마나호가, 2013년 2월에는 6,852톤급의 세월호가 두 선박을 대체하였다.
인천~제주 항로는 세월호 침몰 사고 직후 휴항되었으며, 2014년 5월 청해진 해운의 인천~제주 항로 면허 취소로 운행이 전면 중단되었다. 이후 2021년 12월 여객선사 하이덱스 스토리지가 비욘드 트러스트호를 취항하여 운항해 왔으나 현재는 또 다시 중단되었다.

### 사고 해역
사고가 발생한 해역을 전라남도 진도군 조도면, 맹골도와 거차도 사이의 조류가 센 맹골수도라고 알려진 경우도 있으나 실제 사고는 맹골수도를 지나서 파도가 잔잔했던 병풍도 앞바다에 이르렀을 때 발생했다.

## 사고 및 구조
사고는 2014년 4월 16일 오전에 전라남도 진도군 병풍도 부근에서 발생하였다. 이 사고로 탑승자 476명 중 172명이 구조되고 304명이 사망·실종되었다. 그리하여 이 사고의 생존율은 36.1%로 매우 저조하다.

### 출항
안개로 인해 출발이 지연된 세월호는 사고 전날인 4월 15일 오후 9시에 인천항을 출항했다. 세월호에는 일반 탑승객 70명, 화물기사 33명, 제주도로 수학여행을 떠나던 경기 안산 단원고등학교 학생 325명과 교사 14명, 인솔자 1명, 그리고 선원을 포함한 승무원 33명 등 모두 476명이 탑승하고 있었다. 화물은 철근 약 410톤, 차량 185대 등 총 2,213톤 정도가 실려 있었다.
참사 초기 세월호가 적재 한도를 초과하여 과적했다고 알려졌지만, 해사법상 만재흘수선을 기준으로 과적을 판단하고 있기 때문에 만재흘수선을 넘기지 않은 세월호는 선박법상 과적하지 않았다. 하지만 세월호 개조 후 이루어진 복원성 검사 결과를 기준으로 1,077톤만 실을 수 있는 세월호에 화물을 초과하여 실었기 때문에 '운용상 과적'이라는 표현이 사용되었다.

### 사고 발생
선박자동식별장치의 항적 자료와 생존자들의 증언에 따르면, 세월호는 4월 16일 오전 8시 30분경 맹골도와 서거차도 사이 물살이 빠르다고 하는 맹골수도로 진입했고, 맹골수도를 빠져나올 때까지 주목할 만한 이상 징후는 없었다. 맹골수도를 빠져나온 세월호는 8시 46분경 병풍도 해상에 진입했다. 8시 48분경 세월호가 10도 변침해야하는 지점에 다다르자, 3등 항해사 박한결은 조타수 조준기에게 평소대로 5도씩 나누어 두 번 조타하도록 명령했다. 첫번째 조타까지만 해도 평소와 같았다. 그러나 두번째 조타에서는 조타를 멈췄음에도 우선회가 계속되었고, 세월호는 알 수 없는 이유로 좌현으로 기울어지며 급선회로 이어졌다. 이후 세월호는 'J'자를 그리며 왔던 길 방향으로 표류했다.
8시 49분경 세월호가 45도가량 기울어지자, 갑판 외판의 루버 통풍구를 통해 기관 장비 구획으로 바닷물이 들어오기 시작한 것으로 추정된다. 부실한 맨홀과 수밀문 관리는 세월호가 기울기 시작한지 101분 만에 전복되어 가라앉은 원인 중 하나로 지목된다. 9시 50분 무렵에는 선수와 객실 중앙부까지 침수가 시작되었고, 세월호의 기울기는 62.8도에 달했다. 급선회가 시작된지 101분이 지난 10시 30분 무렵에 세월호는 뱃머리만 남기고 물에 잠겼다.

### 신고와 구조
오전 8시 52분 32초 (KST), 전남소방본부 119상황실에 최초로 신고 전화가 걸려왔다. 최초 신고자인 학생이 던진 첫마디는 "살려주세요"였고, 이후 그는 배가 침몰하고 있음을 알렸다. 당시 신고전화를 받은 전남소방본부 관계자는 내용을 듣고 목포해경을 연결했다 (54분 07초). 그런데 목포는 최초 신고자에게 제일 먼저 경도와 위도를 말하라며, 배의 위치를 물었다. 당황한 최초 신고자가 '네?'를 연발하자 119관계자는 그가 탑승객임을 알렸다. 하지만 해경은 반복해서 GPS를 거론하는 등, 위치를 물었다. 그로부터 1분 30초 뒤 해경 측은 선박 이름이 무엇인지 물었고, 최초 신고자는 "세월호"라고 답하였다(이러한 시간 지연에 대하여, 후일 박진수 한국해양대 항해학부 교수는 선박 이름부터 묻는 것은 기본임을 지적하고 "구조를 하려면 순서를 누가, 어디서, 무슨 사고를 당했는지…우리는 육하원칙이 있지 않습니까"라고 비판했다). 세월호는 최초 신고보다 3분 후, 사고 해역과 가까운 진도관제센터(VTS)가 아닌 제주관제센터(VTS)에 교신하여 배가 침몰 중임을 알렸다(8시 55분). 그리고 다시 이 제주관제센터(VTS)는 목포해경이 아닌 제주해경에 연락하였고(8시 56분), 8시 58분에 비로소 목포해경이 사고를 접수하였다(이 사고접수도 세월호 승무원들이 아닌 학생의 신고로 이루어진 것이다). 이에 추후 상황을 파악한 진도관제센터(VTS)가 9시 6분에 세월호와 교신하여, 세월호를 호출하여 직접관제를 시작하였다. 9시 17분의 진도관제센터와의 교신에서 세월호 선원은 배가 50도 이상 기울어져 있다고 보고하였다.

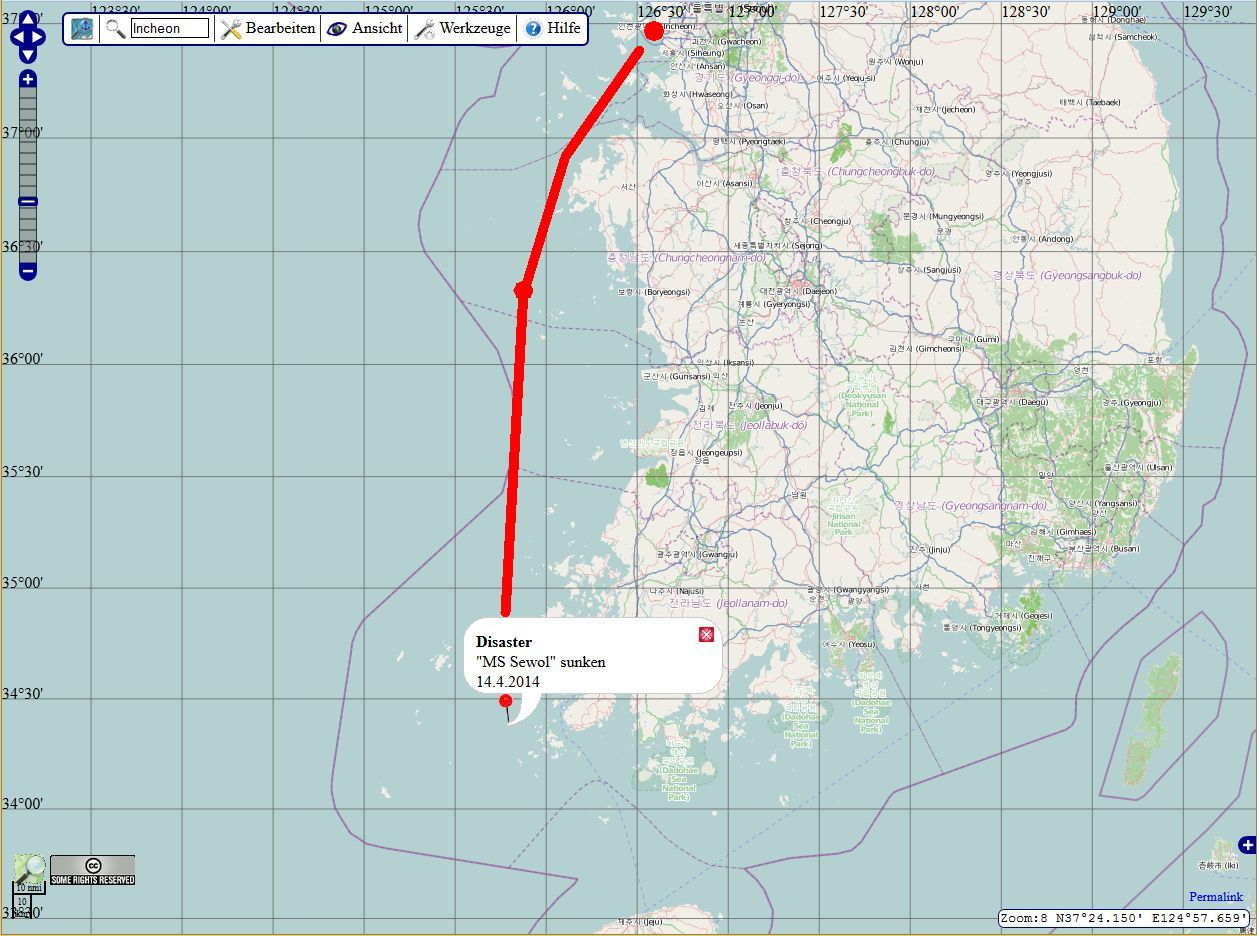
항해 경로 [http://map.openseamap.org/?zoom=11&mlat=34.37789&mlon=125.78804&mtext=%3Cb%3EDisaster%3C%2Fb%3E%20%0A%22MS%20Sewol%22%20sunken%0A14.4.2014&layers=BFTFFFTFFTF0TFFFFFFF Position on chart

진도VTS 교신 내용에 따르면, 9시 7분에 2,755톤급의 유조선 둘라에이스호가 진도VTS와 교신 후 세월호를 육안으로 확인하였다. 둘라에이스호는 세월호를 구조하기 위하여 접근했다. 세월호와 유일하게 교신할 수 있었던 진도VTS는 9시 14분경 둘라에이스호로부터 "승객들이 탈출하면 구조하겠습니다"라는 교신을 받았음에도 불구하고, 9시 24분경 세월호가 "본선이 승객들을 탈출시키면 구조가 바로 되겠습니까?"라고 물었을 때 "선장이 최종 판단을 하셔서 승객 탈출을 시킬지 결정을 내리라"고 답변했고, 더불어 10분 내에 경비정이 도착할 것이라고 하며 해경 경비정을 기다리며 탈출 명령을 내리지 못하도록 하였다. 만약 이때 퇴선 명령이 내려졌다면, 승객과 승무원 전원은 9분 28초만에 해상으로 탈출할 수 있었다.
신고 전화가 접수된 8시 52분경부터 조타실에 있던 선장과 선원들이 탈출한 9시 45분경까지, 세월호에는 선내에 가만히 대기하고 있으라는 방송이 계속 나왔다. 선장과 선원들은 승객들에 대한 조치를 전혀 하지 않았고, 선내 대기 방송만 계속 내보내다가 가장 먼저 탈출했다.
사고 접수 후, 해양경찰은 출동 및 구조에 나섰다. 9시25분 서해해경청 소속 헬기 511호와 해경 123정이 잇따라 도착했다. 하지만 출동한 해경은 세월호와 교신조차 하지 않았다. 승객들에게 퇴선 명령도 하지 않았다.
9시 44분경 헬기(511호, 512호 등)가 6명을 구조했고, 9시 46분경 조타실 선원과 선장이 123정으로 옮겨 타는 등 선원들을 포함해 52명이 123정으로 구조되었다. 이후 10시 6분경 세월호의 3층 객실 유리창을 깨고 승객 5명을 구조한 123정은 10시 11분경 세월호에서 물러났고, 오히려 구조를 위해 온 어선들을 향해 “어선들은 통제해. 어선들은 퇴거시키라고”라며 소리쳤다. 이에대해 해경은 구조정이 세월호 밑으로 빨려들어갈 수도 있었기 때문이라고 해명했지만, 123정이 세월호에서 물러나 있었던 그 때에도 세월호 주변에서는 어선들이 승객들을 구조하고 있었다.
당시 현장 헬기들을 지휘했던 703호기는 9시 58분경 “잠시 후에 본청 1번님(해양경찰청장)께서 출발하셔 가지고 현장에 오실 예정이니까 너무 임무에 집착하지 말고 안전에 유의하세요”라는 납득하기 힘든 교신을 했다. 또한 10시 39분경에는 현장에 진입하고자 하는 소방헬기에게 “구조할 인원이 없습니다. 복귀하셔도 될 것 같습니다.”라고 통보했다. 이로 인해 우현이 유일한 탈출구였던 시점에서 우현에서의 더 적극적이고 효과적인 구조활동이 이루어지지 못했다.
가장 적극적으로 구조에 나서야 했던 해경은 어선들에게 그 자리를 내주었다. 민간 어선 선장 박영섭(56)은 16일 새벽 조업을 마치고 귀항준비를 하고 있었다. 박 선장은 오전 9시 3분경 수협목포어업통신국이 송신한 긴급 구조 요청 신호를 받고, 병풍도 북쪽 1.5마일 해상에서 여객선 세월호가 침몰 중이라는 사실을 확인. 바로 뱃머리를 병풍도 쪽으로 돌렸다. 오전 10시 30분경 사고 현장에 도착한 박 선장은 해경과 구조작업에 참여해 승객 27명을 구조하였다. 조도면 청년회원 김형오(47) 역시, 이장단장으로부터 메시지를 받고 자신의 1.1t급 소형어선을 몰고 구조작업에 동참하여, 총 25명을 구조하였다. 그 외에도 메시지를 받고 10여분 만에 출항준비를 마친 조도면의 어선이 60여척, 어민은 150여명에 달했으며 전속력으로 도착까지 20여분이 소요되었다고 전해져 초동구조에 민간 어선들이 큰 역할을 하였음이 밝혀졌다.
당일 10시 30분까지 모두 172명이 구조되었고, 이후 생존자는 없었다. 구조된 탑승자는 승무원 23명, 단원고생 75명, 교사 3명, 일반인 71명이었다.

## 수색 및 인양
2014년 4월 16일
한 유가족은 호소문을 통해 '사고 당일 밤 10시가 넘도록 구조 작업이 이루어지지 않았다'고 국민들에게 호소했다.
14시 36분경, 중앙구조본부가 승객 300여 명이 세월호에서 탈출하지 못한 사실을 최종 확인했다. 「주변 해역 대형 해상사고 대응 매뉴얼」과 「해상 수색구조 매뉴얼」에 따르면 해수 온도가 20도 미만일 때는 사고 발생 후 3일 이내 집중 수색을 실시해야 한다. 따라서 구조본부장은 한시라도 빨리 수중수색 활동에 필요한 지시를 해야 했다. 그러나 중앙구조본부가 수중수색을 위한 종사명령을 내려야 할 중요한 시점에 해양경찰청 차장과 수색구조 과장 등은 청해진해운이 구난업체 언딘과 구난 계약을 체결하도록 종용하고, 현장에 도착한 타 업체의 현장 투입을 통제했다. 이들은 당일 15시 18분부터 언딘 이사와 청해진해운 관계자에게 재차 전화해 구난 업체를 선정하는 데 관여했다. 즉 인명구조 작업보다 시급하지도 않고, 소관 업무도 아닌 선체 인양 작업에 더 신경을 쓴 것이다.
15시경, 해경은 수색 작업에 진전이 없었음에도 수색 상황과 구조 동원 세력을 과장하여 발표하기 시작했다. 해경이 발표한 상황보고서 6보에는 수중수색에 해경 118명, 해군 42명 등 160명이 동원되어 격실 등 생존자 확인을 위해 수색을 실시하고 있으며, 해상수색에는 해경 55척, 해군 17척과 관공선과 어선 27척 등 72척, 항공기 18대 등이 동원 되었다고 과장했다. 또한 언론은 사실 확인을 하지 않고 이 내용을 받아쓰며 '지상 최대의 구조 작전'이라며 대대적으로 보도했다. 당시 대통령비서실은 수색구조 현장 상황 정보를 보고받고 있었고, 해경에게서 가족 동향도 보고받고 있었기 때문에 이런 발표가 허위 사실이라는 것을 알고 있었다. 그런데도 수색구조 상황을 허위로 발표한 것을 문제 삼거나 수정하도록 지시하지 않았다. 수중수색을 위한 중요한 판단과 결정은 때를 놓쳤다.
18시경, 3009함에서 진행된 ‘민·관·군 상황 대책 회의’에서는 세월호의 특성으로 보아 실종자의 생존 가능성이 희박하며, 40미터 수심에서 희생자 수습 활동을 하는 것은 위험하니 수심이 얕은 곳으로 세월호를 예인하자는 제안이 나왔다. 산업잠수사들의 의견이었다. 그러나 이런 제안이 합당하고 가능한지 제대로 따져보기 어려운 분위기였다.
23시경부터 생존자가 직접 구조 요청을 하고 있다는 허위 메시지가 확산되고, 에어포켓에서 60시간을 보낸 후 구조되었다는 사례가 방송에서 나오는 등 여론의 흐름으로 인해 실제 세월호 상황에 근거해 논의하고 판단하기 어려워졌다. 구조본부는 치밀한 상황 분석과 신속한 의사 결정을 제때하지 않았고, 결과적으로 생존구조 활동 이외에 실종자 수중수색 계획과 희생자 후속 조치 방안을 함께 마련하지 않았다.
일분일초가 지날 때마다 애가 탔을 실종자 가족은 구조 가능성을 높일 수 있다면 그 무엇이라도 시도하고 싶은 심정이었다. 그럴수록 책임 있는 위치에 있는 사람이 정확한 정보를 바탕으로 가족들이 납득할 수 있도록 구조 현황과 대책을 설명해주어야 했다. 그러나 구조 소식은 없었고, 무엇을 믿고 누구를 믿어야 하는지 알 수 없는 상황이 이어지자 현장에 모인 가족들은 크게 절망하고 갈등할 수밖에 없었다.
2014년 4월 17일
현장에서는 잠수 인력의 안전을 고려하지 않은 무책임한 판단과 지시가 내려졌다. 4월 17일 서해청 상황실과 3009함이 주고받은 메시지를 보면, 당시 중앙구조본부가 지휘부 의전과 보고를 위해 잠수 인력의 안전을 무시했음을 알 수 있다.
0시 36분, 서해청 상황실은 3009함에 “현재 해수부 장관님 상황실 임장. 바로 입수 바람. 조명탄 발사 바람”이라는 지시를 내렸고, 뒤이어 현장 상황을 보고받은 다음에도 “액션이라도 하기 바람. 들어가는 척이라도 하기 바람. 청장님 지시사항임” 등의 지시가 반복되었다.
0시 43분, 이에 대해 3009함은 “위험한 상황에서 무조건 들어가라고만 지시하기가 힘듭니다. … 현장에 있는 직원들의 안전 확보도 중요한 사항임을 헤아려주시기 바랍니다.”라고 메시지를 남겼다.
4월 16일 3009함에서 열린 회의에서는 실종자들의 생존 가능성이 크지 않다는 의견이 지배적이었다. 그러나 17일 구조본부는 선내 공기 주입 실시 계획을 발표했고, 이후 범대본도 생존구조 가능성을 높이는 조치를 중심으로 운영되었다. 이는 청와대가 “현재로서는 생환에 대한 기대감이 큰 실종자 가족 등을 감안, 실종자 수색 및 실종자 가족 불만 최소화 등에 주력”하고, “사망을 전제로 한 장례 문제, 사망 등”에 대해서는 “대외 표출 없이 내부적으로만 검토 중”이라는 기조를 세웠기 때문이었다. 해경은 해군이나 민간 잠수 인력과 협력해 수색 방안을 강구해야 할 시점에 선내 공기 주입 등 보여주기식 조치를 이어갔다. 그러나 그때까지 선내 진입에 성공한 잠수사도 없었고 에어포켓이 있을 만한 위치도 모르는 상태였다. 즉 공기 주입에 실효가 없었다는 뜻이다.
2014년 4월 18일 ~ 2014년 11월 11일
수색 작업은 대한민국 정부가 수색 작업 종료를 발표한 2014년 11월 11일까지 총 209일간 계속되었다. 바다 밑 수색은 거센 조류와 탁한 시야, 낮은 수온으로 작업에 큰 어려움을 겪었으며, 작업 일정이 길어지면서 피로의 누적과 그에 따른 사고가 발생하기도 하였다.
범정부 사고대책본부는 해경·해군·소방대원·민간잠수사와 합동구조팀을 꾸리고 선체 수색과 구조 작업에 나섰으며, 경비함정, 민간어선, 관공선, 헬기까지 투입되어 광범위한 해상 수색도 병행했다.
4월 18일, 선체로 들어가는 통로를 확보하고 공기 주입이 시작되었다. 4월 19일, 선체 유리창을 깨고 선내에 진입하여 선체 내부에서 처음으로 시신 수습이 이루어졌다. 이후 4월 29일까지 수습된 시신은 200구가 넘어섰다. 그러나 선체 붕괴가 진행되면서 시신이 수습되지 않는 날이 차츰 늘어갔다. 사고 현장에서 수킬로미터 떨어진 곳에서 유실된 시신이 발견되기도 했다. 5월 29일, 승객이 가장 많이 잔류했을 것으로 추정되는 4층 선체 일부를 절단하고 장애물 제거 작업을 병행하면서 일반인, 단원고 학생, 서비스직 승무원의 시신이 수습되기도 했다.
이후 수색 작업이 진척이 없자 10월 22일 민간 잠수업체가 철수 입장을 밝히면서 수색 중단 논의가 나오기 시작했다. 이에 실종자 가족들은 10월 27일 무기명 투표로 수색 지속을 결정했고 민간 잠수업체도 철수를 번복하고 수색을 재개했다. 10월 28일, 곧바로 마지막 실종자가 발견된 지 102일 만에 단원고 여학생의 시신이 발견되면서 수색 중단 논의가 잠시 수그러들었다. 그러나 11월 11일, 정부는 수색 작업의 어려움과 잠수사 위험을 들어 수색 종료를 선언했고, 실종자 9명을 남기고 참사 발생 210일째에 수중수색은 마무리됐다.

### 수습 방법
해상 및 공중
16일 사고 발생 초기에는 침몰된 세월호 부근에서 선박을 통한 해상구조와 헬기를 통한 공중 수색구조가 주를 이루었다. 특히 초동구조에 민간 어선들이 큰 역할을 하였다.
잠수요원
잠수요원들은 우선 수면에서 선체까지 가이드라인(유도선)을 연결한다. 이 선은 빠른 유속과 가시거리가 10~20cm에 불과한 사고 현장에서 잠수요원들이 안전하게 선체까지 내려갈 수 있도록 해주는 일종의 길이다. 물속이 잘 보이지 않기 때문에, 선을 연결하기 위해서는 손으로 짚어가며 움직여야 한다. 또한, 빠른 유속 때문에 유도선을 연결하더라도 선끼리 꼬일 수 있고(꼬이면 다시 설치하는 작업을 해야 한다) 잠수요원의 마스크까지 벗겨질 수 있다. 꼬인 선을 정리해가며 선체로 진입이 가능한 선실과 화물칸 입구, 조타실 등에 도달한다. 그리고 선을 그곳에 매어 놓으면, 그때부터 선체진입을 본격적으로 시도한다. 진입 입구를 확보하고, 다시 자신의 몸의 생명줄을 이은 뒤 선체 내부로 진입을 시도한다. 선체 안은 칠흑 같은 어둠 속이므로 방향을 잃게 되면 선체 내에 고립되어 생명이 위험하기 때문이다. 선체로 진입 후에는 휴대 조명 장비로 매우 혼란스러운 선체 내부를 일일이 눈으로 수색해야 한다. 그러나 수심에서의 작업시간은 최대 30분에 불과하여, 잠수요원에게 주어진 시간은 짧다. 따라서 고도로 훈련된 일부 잠수요원만이 작업에 참여할 수 있는 한계가 있다.
또, 잠수요원들이 산소를 공급받는 방식에는 두 가지가 있다. 하나는 산소통을 통해 산소를 공급받는 스쿠버 다이빙 방식이며, 둘은 공기호스가 연결된 다이빙 헬멧을 통해 산소를 공급받는 머구리 방식이다. 세월호 침몰 사고에서, 16일 대한민국 정부는 머구리 방식은 탁 트인 수중에서 수중 작업을 위한 용도이며, 세월호의 선체를 굽이굽이 들어가서 작업하려면 생명선이 꼬이거나 절단될 위험이 있다며 스쿠버 다이빙 방식을 고수하려 했다. 스쿠버 다이빙 방식은 상대적으로 짧은 시간만 작업할 수 있다. 수심 30 미터에서 수면으로 올라오는데, 잠수병의 문제로 천천히 부상해야 하기 때문에 소요되는 시간이 있기 때문이다. 급부상을 브라보라고 하는데, 이 경우 잠수병으로 사망할 수 있다. 실종자 가족들은 지속해서 머구리 방식을 주장했다. 머구리 방식은 그만큼 잠수병 확률도 높지만, 머구리들이 다이빙 헬멧을 쓰고 서해 40미터 해저 바닥을 3시간 동안이나 걸어다니면서 키조개를 캘 수 있을 정도이기 때문이다. 이들의 작업 한계는 20~30분이 아닌 3시간이다. 결국, 정부는 투입에 반대하다가 투입을 허가했는데, 머구리들이 투입후 선체 내부 진입에 최초 성공하는 등 상당한 성과를 내기 시작해 22일부터 세월호 침몰 사고의 구조방식이 머구리 방식으로 전환되었다.
범정부사고대책본부는 7월 11일 예정된 미국 수중재호흡기 잠수팀의 검증잠수가 작업현장 조건에 대한 이견으로 실시하지 못하고 미국 잠수팀이 철수하기로 했다고 다음날인 12일에 밝혔다. 수중재호흡기(Rebreather) 잠수는 잠수사가 내쉰 공기를 배출하지 않고 정화해 재활용, 잠수시간을 최대 6시간까지 늘리는 잠수방식으로 대책본부는 검증작업을 거친 후 세월호 수색에 투입할 계획이었다. 사고해역 검증 잠수현장에서 미국 잠수팀이 갑자기 "침몰지점 해상에 정박한 바지 탓에 잠수사 안전확보에 어려움이 있다"며 "바지가 없는 상태에서만 잠수할 수 있다"는 조건을 제시하였다. 이에 사고대책본부는 "'나이트록스' 잠수방식을 주력 잠수수단으로 활용하고 수중재호흡기 잠수를 보조 수단으로 병행할 예정인 현 상황에서 바지를 철수해 달라는 미국 잠수팀의 요구를 받아들일 수 없다"며 "이견이 좁혀지지 않아 수중재호흡기 투입이 무산됐다"고 밝혔다.
나이트록스는 잠수를 오래 할 수 있도록 산소 농도를 높인 기체를 말하며, 이 기체를 쓰는 잠수 방식이 나이트록스 잠수다. 잠수사들이 들이마시는 기체만 달라진 거라서 외관상 달라 보이는 건 없다. 하지만 기존의 '표면 공기 공급 방식'이 산소 농도가 21%인 일반 공기를 썼던 반면, 나이트록스 잠수사들은 산소 농도가 28%까지 올라간 기체를 공급받는다. 이 기체를 마시면서 잠수하기 때문에 기존의 2배인 최대 60분까지 잠수 시간을 확보하게 되었다. 수색 시간이 2배 가까이 늘어나면서 그만큼 정밀 수색이 가능해진 것이다. 하지만 구조당국은 자칫 나이트록스 방식을 잘못 쓰게 되면 산소 중독으로 인한 잠수병 증상을 유발할 수 있다는 우려 때문에 도입 시기를 늦춰 왔었다.
공기주입 및 리프트백 설치
공기주입은 선체 내에 공기호스를 주입하여, 혹시 모를 선내 생존자들의 생존시간을 늘리는 역할과 부력을 유지하는 역할을 할 수 있다. 물체가 물 위에 뜨기 위해서는 중력에 상응하는 부력이 작용해야 하기 때문이다. 공기는 부력을 증가시켜줄 수 있다. 따라서 일종의 부력주머니인 리프트백과 공기주입을 정부는 추진하였다. 그러나 이러한 조치에 대하여, 알파잠수기술공사 이종인 대표는 이해가 잘 안된다고 논평했다. 공기주입은 사람이 있을 만한 곳에 해야 함에도, 제일 상갑판인 조타실에 공기주입을 했다는 주장이다. 또한, 조타실의 구조적 특성을 근거로 공기가 주입되어 다른 쪽으로 공기가 퍼져 에어포켓을 형성할 가능성에 대해서도 부정했다. 그는 오히려 공기주입은 일단 조사 후, 식당 등 사람이 살아 있을 확률이 있는 곳에 해야 한다고 지적했다. 또, 18일 진행된 정부의 리프트백 설치 양상이 단지 배가 거기 있다고 표시하는 어떤 풍선처럼 돼 있을 뿐, 어떤 부력을 작용하는 효과를 보여주지 못하고 있다고 평가했다.
선체 절단
5월 10일 범정부사고대책본부에 따르면 붕괴 위험이 확인된 곳은 5층 선수 승무원 객실 통로와 중앙 특실 통로, 4층 선수 좌현 8인실 통로와 선미 30인실 통로 등 4곳이다. 이런 상황으로 잠수 수색이 불가능한 구역이 생기자 선체 외판 일부를 절단하는 방안에 최종 합의했다. 세월호 실종자 가족들의 법률대리인인 배의철 변호사는 27일 오후 진도군청에서 브리핑을 열고 "가족들은 애초 실종자 유실 위험 때문에 주저했으나 정부가 선체 부근과 외곽에 3차에 걸쳐 유실 방지를 위한 에어백과 그물, 안강망 등을 설치하겠다고 약속해 한 명의 유실도 없이 시행될 것임을 믿는다"고 말했다. 절단은 4층 선미 우현부터 우선 추진하며, 절단 방법은 1차적으로 산소 아크 절단법을 사용하고 2차 대안으로 초고온 절단봉이 제시됐다. 범정부사고대책본부는 30일 오전 진도군청에서 열린 정례 브리핑에서 "전날 오후 2시 10분께 4층 선미 창문 3곳의 절단 작업을 시작, 현재 창문 하단 가로 4.8m를 절개했다"고 밝혔다. 또한 이날 오후 2시께 예정된 '수색구조지원 장비기술 연구 전담반(TF)'회의에서는 4층 선미 절단 진행 상황 점검과 전날 오후 가족들이 건의한 4층 선수 구역 절단 여부에 대해 논의할 예정이다.

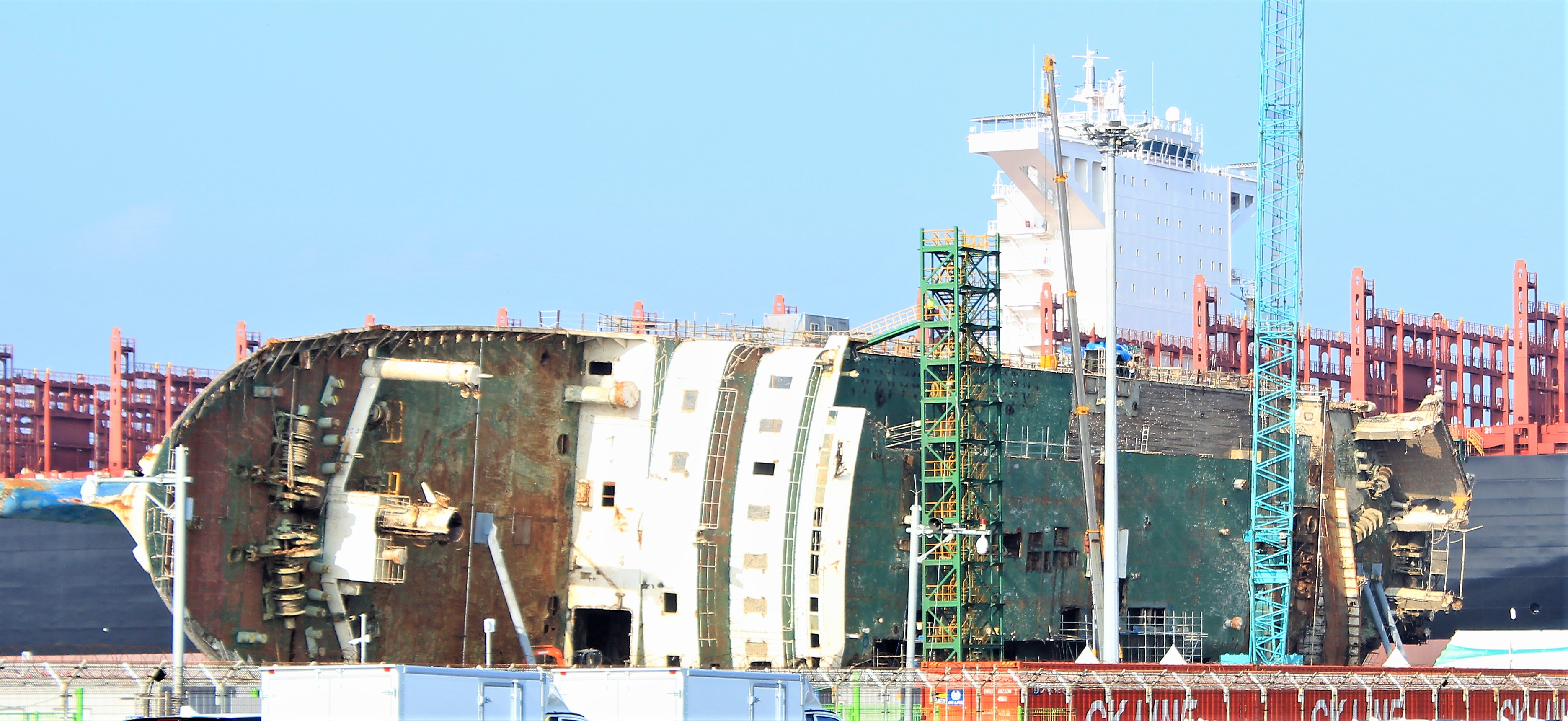
2017년, 세월호가 목포신항에 인양되었을 때 사진

선박 인양

### 수습 변수
조류 및 가시거리
선박을 미처 빠져나오지 못한 승객들을 구조하기 위한 방법은 잠수요원 투입이었다. 잠수요원은 선박인근 및 선박내부를 수색했다. 그러나 맹골수도의 특성상 조류가 빠르고, 가시거리가 10~20cm밖에 되지 않아 잠수요원들의 안전을 담보할 수 없어 구조에 어려움을 겪었다.
기상
기상 역시 사고 수습을 더디게 했다. 심지어 17일 오후에는 기상상황이 나빠져 구조가 중단되기도 하였다.
저체온증
박준범 순천향대학병원 응급의학과 교수는 "10도~15도 사이의 물에 사람이 한두 시간 정도 있게 되면 이미 의식을 잃어요. 체온이 떨어지면서. 한두 시간이 지난다면 굉장히 위험한 상태에 빠진다고 할 수 있고요"라고 언급하였다. 위급한 상황에는 심장기능에 이상이 생기면서 맥박이 느려지는 서맥과 심방 및 심실세동, 심하면 심장정지까지 올 수 있다. 체온이 떨어지면 인체는 근육을 통해 열을 내 온도를 유지하려고 하기 때문에, 근육양이 낮은 고령자나 만성질환이 있는 사람은 특히 위험할 수 있다. 저체온증상태가 되면 구조과정에서도 작은 충격으로 심한 부정맥이 오거나 출혈이 생기기 쉬워 주의를 요한다.
에어포켓
사고 초기 일부 전문가들이 희망을 걸어볼 수 있는 것으로 지적했던 것은 에어포켓이다. 정창두 서울대 조선해양공학 명예교수는 배가 완전히 수면 아래로 가라앉지 않고, 떠있는 이유를 "컵을 물속에 엎어놓는 것과 마찬가지로 공기가 빠져나가지 않았고, 다행히 선수 부분은 손상이 없기 때문에 공기가 갇혀 있는 거죠. 소위 에어포켓이 형성되어 있습니다"라고 설명하였다. 이 에어포켓에 공기가 8m3가량 있다고 가정하면, 마지노선은 최대 72시간으로 계산된다. 한편, 가라앉지 않은 부분에 의해 추산되는 선내 공기량은 500~1000 세제곱미터였다. 대서양에서는 선박전복 사고 후, 선원이 에어포켓에서 60시간을 버티다가 구조된 사례가 있었기에, 에어포켓에 의한 생존자가 있을지도 모른다는 보도가 많았다. 정부는 에어포켓에 희망을 걸고 세월호에 공기를 주입하기도 했다. 그러나 결국 에어포켓에 의한 생존자가 나오지 않았고, 에어포켓 관련 보도와 정부의 대응이 결과론적으로는 유가족들에게 '희망고문'이었다는 비판이 존재한다.
격실
격실이란 사고의 파급을 방지하기 위해 격리시켜 만든 공간으로 대부분의 선박은 이 격실들을 갖추고 있다. 한국해양대학교 공길영 교수는 “지금 상황은 천안함 상황과 매우 비슷하다”며 “실종자들이 생존해 있으려면 수밀격실이 돼야 하는데 배에 전원 공급이 중단되고 급격히 뒤집히는 대 혼돈 속에서 문을 닫는 조치가 취해져 있을지 비관적이다"고 말했다. 격실이 제대로 작동하기 위해서는 문을 닫는 조치가 취해져야 하며, 격실에 에어포켓이 있다면 이론적으로 48시간을 버틸 수 있다.

## 사고 원인 및 책임자 수사

### 침몰 원인 조사
사고 원인에 대하여 검찰은 2014년 10월 6일 다음과 같이 발표하였다.
첫째, 12년 일본에서 수입된 후 수리 증축에 따라 총톤수가 증가(239톤) 하고 좌우가 불균형하게 되었으며, 둘째, 사고 당일 최대 화물 적재량(1,077톤)의 2배에 달하는 과적(2,142톤)이 있었고, 셋째, 선체 복원에 필요한 평형수 등을 1,375.8톤 감축 적재하였으며 넷째, 관계 법규에 의하지 않는 방법으로 차량 컨테이너를 부실 고박하는 가운데, 다섯째, 사고 해역 통과 시 조타할 의무가 있는 선장이 선실을 이탈하고 근무 항해사와 조타수가 과도하게 변침하는 등 운항상 과실이 더하여 침몰에 이르게 되었다는 것이다.
그러나 그러했던 검찰의 발표는 다음과 같이 기각되었다. 첫째, 세월호의 증개축은 한국선급에 의해 허가를 받고 진행된 사항이며, 이로 인해 증개축의 위법성은 재판을 통해 인정되지 않았다. 둘째, 과적은 만재흘수선이 기준이므로 법적으로 과적은 사실이 아닌 것으로 확인되었다. 이로 인해 검경 합수부 자문단 보고서에도 운항상 과적이라는 표현을 사용하고 있다. 셋째, 평형수는 원래 고정되어 있는 것이 아니라 운항 상황에 따라 조절 가능한 것이며, 넷째, 선원 재판 1심에서는 이준석 선장이 조타실에 재선하여 직접 지휘를 할 의무가 없었다는 주장이 받아들여져 범죄사실에서 제외되었다.

#### 가설들
다음은 침몰에 대한 가설들이다.
안개 후 암초 충돌설
세월호는 인천 해역에서 발생한 안개로 인해 출발이 2시간 30분 늦어졌다. 서해지방해양경찰청은 16일 오전 8시 58분쯤 세월호가 사고 해역에 도달했을 때 시정거리가 1해리(1852 m)에 불과했다고 밝혀 안개로 인한 시정장애로 암초에 충돌했을 가능성이 제기되었으나, 대한민국 기상청은 사고 당시에는 세월호가 항해하던 해역의 시정이 나쁘지 않아 안개 때문에 사고가 발생했을 가능성은 낮다고 하였다.
사고 발생 초기에는 언론이 안개에 의한 암초 미발견으로 인한, 충돌가능성을 집중 조명하였다. 생존자 중 일부가 들었다는 '쿵' 소리와 당시 기상상황이 안개가 있었다는 점을 고려한 주장이었다. 백점기 부산대 선박해양플랜트기술연구원장은 배의 좌초로 인한 사고가능성이 가장 높다고 하였다. 하지만 이 주장은 해당 해역에 암초가 없으며, '쿵' 소리의 원인이 다른 데 있을 수 있다는 전문가들의 공통적인 지적에 따라, 유력한 사고 원인에서 후순위로 밀려나게 되었다. 최근 발표된 사참위 종합보고서에 따르면 세월호 선체 변형과 손상의 원인이 수중체 접촉에 의한 외부 충격일 가능성과 관련해, "그 가능성을 배제할 수 없으나 동시에 다른 가능성을 배제할 정도에는 이르지 못하여 외력이 침몰 원인인지 확인되지 않았다는 결론으로 마무리되었다.
구조결함설
세월호와 같은 RORO선은 구조적 결함으로 인한 사고의 위험성이 국제적으로 자주 지적되던 선박이다(RORO선 사고 목록 참조). 2009년 11월 일본에서 미쓰비시 중공업에서 건조하여, 마루에이 페리사가 운행하던 아리아케호가 침몰했다. 이 선박은 과거 세월호가 나미노우에호로 활약하던 시절 운행한 해운사가 동일했고 선박 디자인과 배수량이 유사한 RORO선이다. 2009년 아리아케호 사고 직후, 마루에이 페리는 동일 선박인 나미노우에호를 2012년 퇴역시켰다. 그것을 청해진해운에서 수입하여 1년간 개조하였으며, 2013년 3월 이름을 세월호로 개명하고 운행을 시작하였는데 1년 1개월 만에 좌초된 것이다. 한 해상전문가는 "선체가 그렇게 빨리 기운다는 것은 선박 복원력을 생각하면 쉽게 이해가 가지 않는데, 이는 선박의 구조적 결함이 원인일 가능성이 있다"라고 말했다. 세월호 침몰에 대하여 구조적으로 결함이 있다는 주장은 참사 직후부터 제기되었는데, 이와 관련해 선사 임직원 대상 2심 재판에서 “조타기의 비정상 작동 가능성 등을 배제할 수 없다”고 결론 난 바 있다. 그러나, 최근 사참위 조사 결과보고서에 따르면 조타기와 관련된 “솔레노이드 밸브 고착이 세월호의 급격한  우선회와 횡경사를 유발했을 가능성은 매우 낮다”고 하여 내인설의 주요 주장 중 하나인 조타기 고장설이 기각된 바 있다.
구조변경설
한국해양대 해사수송과학부 김길수 교수는 사고의 원인이 구조변경에 있을 수 있다고 지적하였다. 실제로 세월호는 2012년 10월 일본에서 수입된 뒤, 이듬해 3월까지 전남 목포에서 객실을 증설하였다. 3~5층에 객실이 증설되었고 승선정원은 181명 추가된 921명으로 많아졌으며, 선박 무게도 239t 증가했다. 이에 따라 무게중심이 원래보다 높아졌다는 것이다. 김교수는 "배를 급격히 돌린다고 전복이 되지는 않는다" 며 "구조 변경 과정에서 무게중심이 위로 올라갔다면 내ㆍ외부에서 충격이 가해졌을 때 배가 뒤집힌다" 고 설명했다. 이에 대해 세월호 등록 검사를 맡았던 한국선급 관계자는 "객실 증설은 합법적인 공사, 점검 결과 운항에 문제가 없다는 결론이 나와 등록 검사를 정상 통과했다" 고 밝혔다. 한편, 객실만 증축한 게 아니라, 배 앞쪽 램프웨이도 철거한 것으로 드러났다. 출입구를 줄이면 화물을 더 실을 수 있고, 배 전체 무게가 가벼워져 그만큼 객실 증축에 유리하기 때문이었을 것으로 추정된다. 한쪽에만 있던 램프웨이를 없애면서 오른쪽이 너무 가벼워진 게 아니냐는 의문을 제기하기도 한다.
변침설(항로변경설)
변침(變針) 이란 여객선이나 항공기 운항 등에서 주로 사용하는 전문 용어로, 항로를 변경한다는 뜻이다. 일부 전문가들은 세월호가 급격한 변침으로 무게중심을 잃고 한쪽으로 쏠렸을 수도 있다고 보고 있다. 침몰한 세월호가 좌로 기울었다는 점도 이같은 분석에 무게를 실어주고 있다. 임긍수 목포해양대 해양운송시스템학부 교수는 "세월호 여객선 참사 원인이 암초가 아닌 급선회에 따른 외방경사로 추정된다" 고 밝혔다. 그는 유속이 빠른 해역에서 선박이 회전하게 되면 선체가 5~ 10도가량 기울게 되고 그 영향으로 선체에 실려 있던 컨테이너나 화물이 한쪽방향으로 쏠려 선박과 충돌했을 것으로 추정하였다. 이설을 지지하는 전문가들은 사고 당시 발생한 '꽝' 소리는 결박된 화물들이 풀리면서 선박에 부딪혀 발생한 소리로 보고 있다. 이 설은 17일 해경이 긴급 브리핑에서 잠정 결론으로 발표한 견해이기도 하다.
그러나 세월호에 실려있던 차량 블랙박스를 통해, 선체가 10초만에 52도까지 급격하게 기울고 난 뒤에 차량이 움직이는 장면이 확인되면서, 변침이나 화물쏠림으로는 물리적으로 불가능한 속도로 선체가 기우는게 확인되었다.
또한, 2014년 국내 선박해양연구소의 모형항주실험을 통해, 2014년 당시 검찰이 주장했던 세월호 급변침은 일어나지 않는 것으로 연구결과가 나왔지만, 4년간 은폐되었다가 2018년 3월이 되어서야 연구사실이 밝혀졌으며, 2018년 1월, 네덜란드에서 정부가 발표한 AIS 항적을 수백번 실행했으나, 어떤 경우의 수를 두더라도 정부가 발표한 항적을 그리지 않았다.
내부폭발설
공길영 한국해양대 교수와 임교수는 이견을 보였다. 그는 "변침은 침몰의 1차적 사고 원인이 아니다. 배가 이미 기운 상태에서 변침을 시도했다면 문제가 된다" 며 "가능성이 낮다" 고 했다. 그는 "조타 장치가 제대로 작동되지 않았다는 것은 두 가지 의미가 있다. 이미 기울어진 상황에서 조타 장치를 작동해 봐야 무용지물이다" 면서 "내부에서 폭발했을 가능성이 크다. 컨테이너에도 무엇이 실렸는지 봐야 한다" 고 말했다. 그는 암초설에 대해서는 해양 조사원들이 해도에 항로에 있는 암초들을 기입해둘 뿐 아니라 승무원들도 그 항로에 익숙할 수밖에 없다며 암초에 의한 좌초가능성을 일축하였다.
과적 및 선체결함설
이 견해는 2014년 4월 19일자 오전 10시경 부산일보와 그날 오후에 종편 방송사 JTBC에서 제기한 것이다. 부산일보 4월 19일자 보도 상, 한국해운조합에 따르면 세월호는 4월 15일 출항 전 화물 657t, 차량 150대를 실었다고 조합에 보고서를 제출하였다. 그러나 실제 확인 결과 세월호는 화물 1천157t, 차량 180대를 싣고 있었기에 이는 화물은 무려 500t, 차량은 30대를 초과했다는 의혹을 제기했다. 곧 화물 500t 차량 30대 초과한 상태에서 밧줄로 제대로 묶지도 않았기에 선박 하중조절 실패도 한 원인으로 작용했다는 견해이다.
한편 세월호에 얼마 전까지 근무했던 기관사는 먼저 선박이 회전을 할 때 균형을 잡아주는 선박 양 측면의 스태빌라이저가 결함이 있었다고 증언하였다. 스태빌라이저는 선박 측면에 날개 모양의 형태로, 선체의 안과 밖을 반복적으로 왕복한다. 급회전 시 이 스태빌라이저가 작동하지 않으면 배가 기울어져 버린다. 그런데 여기에는 전제조건이 있는데, 화물의 과적재이다. 이에 대해 청해진해운 측은 과적재가 아니라고 주장했지만 JTBC는 이를 다음과 같이 반박한다.
세월호의 전체 중량은 6,825톤인데, 이것은 선박 자체, 화물, 승객, 연료 등의 무게를 모두 더한 수치다(만재배수톤수). 이 무게를 넘어서게 되면 과적이 돼 출항을 할 수 없는 것이 원칙이다. 세월호 배 자체의 무게는 3,031톤, 선사 측이 밝힌 화물과 승객 무게는 3,638톤이다. 모두 더하면 6,825톤을 넘지 않아 문제가 되지 않는 것으로 보이지만, 배의 연료와 평형수 등의 무게가 누락돼 있다는 것이다. 세월호 연료로 쓰인 벙커C유와 내부 발전용인 경유를 환산한 무게는 약 160톤으로 이를 더하면, 6,825톤을 넘어선다는 것이다. 윤종희 한국해양대 교수는 "모든 것을 실은 상태에서 거기 화물도 있고, 연료·물·선용품 음식 등 이런 거 다 있지 않습니까. 그런 종류도 다 포함돼요."라고 밝혔다. 이 부분에 대해서는 청해진해운 측은 답변을 하지 않았다.
또한, 평형수 문제 역시 선박의 동적안정성을 저해할 수 있는 요인으로 거론된다. 승객들의 증언에 따르면, 세월호는 침몰되기 한 시간 전인 7시 40분경부터 이미 기울어져 가고 있었다고 한다. 이렇게 된 데는 이른바 평형수 탱크에 문제가 생겼기 때문이 아니냐는 주장이다. 평형수 탱크는 선박 가장 아래 부분에 위치하는데, 좌우 3개씩 모두 6개의 물탱크로 이루어져 있다. 평형수는 해수를 담아 배의 좌우 균형을 맞춰준다. 그런데, 최근까지 세월호에서 일했던 전직 선원의 진술은 다음과 같다. "물이 한쪽으로 실리는 경향이 있어요. 한 번 물을 딱 맞춰 놓으면 그대로 있어야 하는데…" 즉, 좌우 균형이 맞지 않았다는 것이다.
한편 JTBC는 평형수 시설이 2월에 수리를 하고, 안전점검까지 받아 통과했지만 그 이후에도 선원들은 전혀 고쳐진 바가 없다고 했다고 언급하였다. 또한, 스태빌라이저 역시 부품이 없어 수리를 받지 못했고. 적재된 컨테이너 역시 쇠줄이 아닌 밧줄로 묶여 있었다는 점도 지적하였다.
그러나 네티즌 '자로'의 다큐멘터리 '세월X'에 의하면 당시 세월호는 과적을 한 것이 사실이나 참사 당시보다 적게 실은 날이 단 4번 뿐이었고, 3배 이상 과적하여 운항한 날도 있어 이 가설에 대해서는 논란이 있다.
느슨한 결박설
세월호 전 항해사 김모씨는 4월 21일자 JTBC 뉴스 9 손석희 앵커와의 대화에서 스태빌라이저나 평형수, 변침 등의 문제는 결정적인 문제가 아니라며, "침몰한 세월호는 결박을 제대로 안했을 것"이라 했다. 또, 인천항 선박의 화물 결박을 현장에서 직접 담당하는 인천항운노조는 컨테이너 결박에 꼭 필요한 라싱바와 브릿지피팅 같은 전문 장비가 세월호에는 처음부터 없었다고 밝혔다.
그 외에도 잠수함 충돌설 등이 있다.

### 책임론
승객들을 선박에 두고 1차 탈출한 선박직 승무원들에 대하여 사회윤리적 책임이 거론되었다. 이러한 비판은 세월호 사고의 공학적·물리적 분석에 따른 직접원인보다 근본원인을 지적한다. 선박이라는 한 집단의 범위 내에서는, 선장 등 선박직 승무원들이 항해와 승객 구조임무 책임을 지닌 리더인데, 그들의 리더십 부재가 세월호의 침몰을 가져왔다는 것이다. 몇 가지 근거로, 충분한 탈출 가능시간이 있었음에도(약 2시간) 승객들에게 "움직이면 위험하니 가만히 있으라"는 방송과 해경에 구조요청을 하는 것 외에는 별다른 시기적절한 유효 조치가 없었다는 점, 오히려 방송 지시의 합리성에 의문을 품고 구명조끼를 착용한 뒤 탈출을 시도했던 승객들이 생존율이 높았다는 점, 선장 이준석 등 선박직 승무원들이 승객들을 뒤로 하고 1차 탈출했다는 점을 든다. 따라서 이 분석은 인명피해를 최소화할 수 있었던 문제가 리더들의 판단착오와 책임감 부재로 인재(人災)가 되었음을 지적한다. 세월호 참사 직후 선장 및 청해진해운의 직원 대부분이 구원파 신도들이며, 구원파의 교리로 인해 세월호참사가 일어난 것이라고 보도되었으나 이는 이후 사실이 아님이 정정보도 되었다. 한편, 세월호 선원들이 침몰사고 직전 자신들만 아는 통로를 이용해 배에서 탈출했다는 정황이 드러났다.
2014년 4월 17일 오후 9시에 인천항에서 청해진해운 대표 김한식 대표가 나와 대국민 사과를 하였다.
대한민국 사회
세월호와 대한민국 사회를 유비추론한 사회 전반의 책임론이 대두된다. 조선일보 이종현 기자는 "침몰하는 세월호는 한국 사회의 축소판"이라며, 세월호의 핵심승무원들이 승객들을 남겨두고 먼저 탈출하는 모습을 위기에 처하면 몰래 빠져나가는 재벌 회장, 국회의원 같은 한국 사회지도층의 모습과 닮은꼴이라고 지적했다.
실종자 가족들이 해경과 해군을 믿지 못하고 민간 잠수부 투입을 강하게 요구했다는 점, 해경이 민간 잠수부 투입을 막고 조롱했다는 근거 없는 이야기가 정부의 공식 발표보다 더 힘을 얻는 상황이 반복된다는 점에서 이는 정부 스스로 권위와 신뢰를 잃은 결과라 지적했다.

### 최근 사참위 발표 내용
2022년 9월, 사회적참사특별조사위원회를 통해 발표된 내용은 아래와 같다.
세월호 침몰 원인
사참위는 내인설의 주요 근거로 제기되었던 솔레노이드 밸브 고착이 세월호의 급격한 우선회와 횡경사를 유발했을 가능성은 매우 낮다는 결론을 내렸다. 한편, 세월호 선체 변형과 손상의 원인이 수중체 접촉에 의한 외부 충격일 가능성과 관련해, 사참위는 외력이 침몰 원인인지 확인되지 않았다는 결론을 내렸다. 그 가능성을 배제할 수 없으나 동시에 다른 가능성을 배제할 정도에는 이르지 못하였다는 것이다. 결론적으로 침몰 원인을 종합적으로 정리해내지는 못하였다.
세월호 참사에서 해경 등 초동대응의 적절성
조사를 통해 304명의 사망에 대한 해경 지휘부의 책임이 분명히 확인되었다. 해경 지휘부는 법령과 매뉴얼에 의해 분명한 의무와 권한을 가지고 있는 위치로서 가용자원을 총동원하여 상황을 파악하고자 했어야 했고, 세월호의 위급한 상황을 파악하여 출동세력으로 하여금 세월호 승객들의 퇴선을 유도할 수 있도록 지시를 내렸어야 했으나 그러한 조치를 취하지 않았다.
해경 지휘부는 스스로 세월호의 구체적인 상황을 파악하고자 노력하지도 않았고 승객의 신고 등으로 이미 확보된 정보도 출동세력에게 공유하지 않았으며 승객 신고와 현장 출동세력이 제공하는 정보를 통해 세월호의 위급성을 인식할 수 있었음에도 불구하고 출동세력에게 제대로 된 지휘를 하지도 않았다.
세월호 참사에서 청와대 등 대응의 적정성
청와대는 「국가위기관리기본지침」의 명시적 규정에 따라 국가위기상황에 컨트롤타워 역할을 수행했어야 했다. 그러나 2014년 4월 16일 부재했던 컨트롤타워는 참사 이후 정부를 향한 국민 여론이 악화되면서 활발히 작동했다. 청와대는 정권 비판이 확산되는 것을 막기 위해 여론을 호도하고 국민을 자신들의 정치적 이해관계에 따라 구분하고 나누는 행위도 자행했다. 청와대가 인식한 위기는 '정권의 위기'였고 특히 국론분열 양상이 나타났을 때 대통령·정부를 비판하는 개인과 단체를 '이념편향적', '종북세력'으로 몰아세우며 제재를 가했다. 그 과정에서 우파단체를 활용했고 이에 협력한 단체에 금전적 지원을 하거나, 적극적인 인사를 주요 보직에 임용하는 등 보수세력의 기반을 강화했다. 청와대는 피해자를 보호하지 않고 오히려 정치세력에 선동된 모습으로 낙인 찍히게 만들었다. 이렇듯 박근혜 청와대는 피해자의 요구를 곡해하면서 사회적 갈등의 요인들을 강화하고, 특별법 등 향후 재난대응력을 위한 철저한 진상규명조차 방해하기에 이르렀다.
정보기관(국정원, 기무사 등)의 세월호 참사 개입
위원회는 국정원과 기무사 등 정보기관이 유병언 일가 수사 및 검거 작전에 위법, 부당하게 지원한 사실 또는 정황을 확인했다. 당시 청와대는 세월호참사를 ‘전 국민에게 고통을 안겨준 국가적 재난으로 유병언 일가의 탐욕적인 재산 증식 과정에서 빚어진 참사’라고 규정하며 유병언 수사 및 검거 작전을 카드로 활용하여 세월호참사 정국에서 정부의 책임을 회피하고 정부로 향한 비난의 화살을 선주에게 돌리려 하였다. 국정원과 기무사는 이와 같은 청와대의 기조에 적극 부응하였다.
당시 기무사도 유병언 검거와 재산 환수가 세월호 정국을 종결하는 관건이라고 판단하고 ‘유병언 검거 TF’를 구성하는 등 적극 협력·지원하였다. 그 당시 기무사 인원들은 금수원 민간인 대상 감청, 기독교복음침례회(구원파) 민간인의 방대한 개인정보를 수집하여 분석한 것이 적법한 “행정응원” 이었다고 주장하였다. 그러나 이와 같은 기무사의 활동은 수사기관의 수사 활동으로 판단되고, 따라서 행정절차법상 행정응원에 해당할 여지가 없어 위법 또는 부당하다고 판단된다. 이와 같이 유병언 검거작전에 개입하였던 기무사의 위법 부당한 행동은 정례 보고를 통하여 청와대로 수시 보고되었다는 점도 확인되었다.

세월호 참사와 국가 범죄
세월호특조위의 진상규명 방해는 계획적·대량적·체계적으로 자행된 국가 범죄로 판단된다. 국가가 그 권력을 이용하여 국가 구성원인 개인에게 가해행위를 하는 등 국가권력에 의한 중대한 인권유린 행위를 설명하는 용어를 ‘국가범죄’라고 한다. 세월호특조위의 조사에 협조할 의무를 지닌 국가 기관이 오히려 직권을 남용하여 세월호특조위의 내부 동향과 조사 진행 현황 등을 사전 파악해 상호 공유하고, 파악된 동향을 바탕으로 세월호특조위의 조사를 방해하고 통제하기 위해 구체적 대응방안을 상호 공모하여 수립하고 실행했다.

416연대의 반응
416연대는 사참위의 조사활동 결과에 크게 실망하고 개탄하며 4가지 한계점을 지적했다. 첫째, 참사 당일 구조방기의 핵심 원인에 대한 조사가 제대로 이루어지지 못했다. 둘째, 진실은 은폐하고 조사를 방해한 행위, 피해자 권리를 침해하고 사찰한 행위 등 광범위하게 자행된 국가폭력의 실체를 확인하였으나, 정보기관으로부터 자료를 원활히 받을 수 없어 그 전모를 추적하고 밝혀내지 못하였다. 셋째, 침몰원인마저 결론을 내리지 못하였다. 넷째, 조사 과정과 조사 기구 운영에서 의사소통의 부재로 인한 혼선을 비롯한 여러 가지 한계와 문제점을 드러냈다.
4.16세월호참사가족협의회와 4.16연대는 앞으로도 지속적으로 성역 없는 진상규명활동과, 국가의 세월호 참사 이후 자행된 광범위한 진상은폐와 피해자/시민 인권침해 등의 국가폭력에 대한 사과 및 후속 조치 요구 시민행동, 다른 재난참사 피해자와 각계각층 시민들과 연대 등을 통한 시민의 안전권 보장과 재난참사 피해자 권리보장을 위한 제도적 대책을 마련을 지속해 나갈 것이라고 밝혔다.
이에 대한 현정부의 입장
사참위는 사회적 참사 특별법에 따라 종합보고서와 80건의 권고를 국회와 대통령에 보고했으며, 권고를 받은 국가기관은 특별한 사유가 없으면 권고를 이행해야 한다. 그러나 4·16연대에 따르면, 2024년 4월 12일 현재 윤석열 정부는 12개 분야로 분류된 권고 중 해양재난 수색구조 체계 개선 1개 분야만 비교적 이행하였으며 5개 분야는 거의 이행하지 않았고, 6개 분야는 전혀 이행하지 않았다.

### 대한민국 내외의 반응

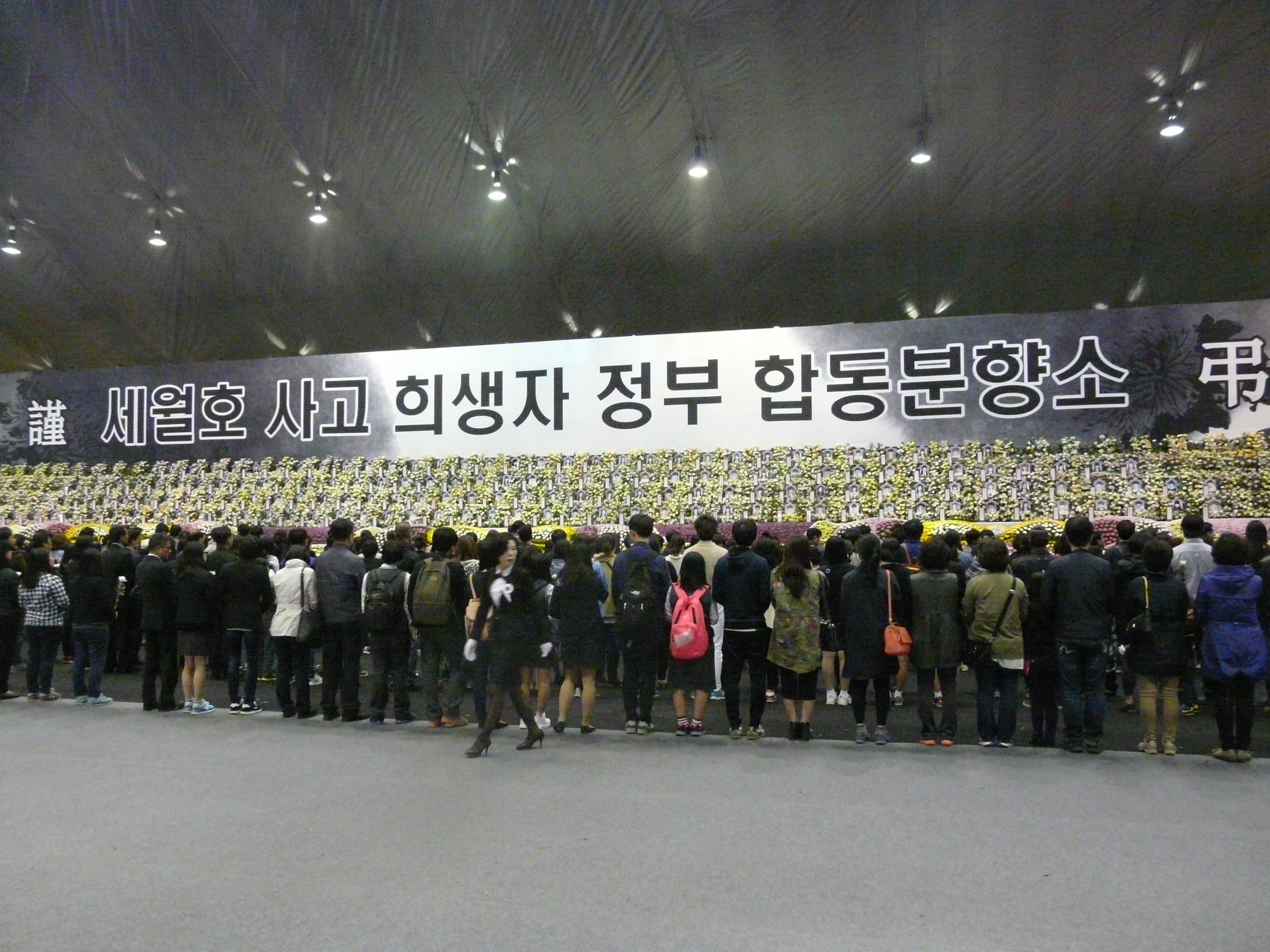
세월호 합동분향소

## 반응 및 여파

### 여파
외상 후 스트레스 장애(PTSD)
구조된 생존자들 대부분은 병원들로 이송되었다. 생존자를 진찰한 의사는 "이송된 환자들이 심한 외상 후 스트레스 장애, 즉 트라우마로 한동안 멍한 상태가 이어졌다"면서 "정신 검진과 스트레스 정도를 파악해 치료할 계획"이라고 말했다. 생존자 이외에도 주변인이나 구조인력에서도 나타날 수 있다는 지적이 있으며, 보건복지부는 사고 당일 5명으로 구성된 심리치료팀을 생존자들이 입원한 안산 구로병원에 보내 심리 지원을 시작했으며, 17일에는 여성가족부와 교육부, 소방방재청, 경기도 등과 함께 '중앙재해 심리지원단'을 꾸려 진도 사고 현장에 내려 보냈다.
자살
4월 18일 오후 4시 5분 경, 수학여행 인솔자로 갔다가 사고를 당하고 구조된 안산 단원고등학교 강민규 교감이 전남 진도체육관 뒤편 야산에서 목을 매 숨진 채 발견되었다. 교감의 지갑에서는 유서가 발견되었다. 유서에는 "200명의 생사를 알 수 없는데 혼자 살기에는 힘이 벅차다. 나에게 모든 책임을 지워 달라. 내가 수학여행을 추진했다"며 시신은 화장한 뒤 사고 해역에 뿌려 달라는 내용이 담겨있다. 이어 "시신을 찾지 못하는 녀석들과 함께 저승에서도 선생을 할까"라는 내용도 적혀있었다. 자살 원인 중 하나로 추정되는 것이 있다. 그는 학생들을 남겨두고 구조된 것에 대해 주위에 “나만 혼자 빠져나온 것 같아 괴롭다”고 호소했으며, 그런 가운데 여객선 침몰로 사망하거나 실종된 단원고 학생 학부모들로부터 “왜 당신만 살아 돌아왔느냐”는 등 강한 질타를 받은 것으로 알려졌다. 강민규 교감은 공주대학교 사범대학을 졸업 후 1987년 중등학교 교사로 임용되어 도덕과 윤리 과목을 가르쳤다. 2012년 3월 교감으로 승진하였으며, 안산 양지고등학교 등에서 근무하다 2014년 3월 1일자로 단원고등학교에 부임하였다.
5월 30일 오전 4시 57분께 화랑유원지 내 주차장에서 A씨가 나무에 목을 매 숨져 있는 것을 행인이 발견, 경찰에 신고했다. A씨는 세월호 참사 희생자 유족은 아닌 것으로 확인됐으며 숨진 A씨의 바지 뒷주머니에서 편지지 1장 분량의 유서가 발견됐다. 경찰은 A씨가 남긴 유서에 ‘세월호로 숨진 학생들을 추모한다. 어른이어서 미안하다. 지갑에 든 돈(70여만원)을 유족들을 위한 성금으로 써달라. 시신은 기증하겠다’는 등의 내용이 적혀 있었다고 전했다.
7월 5일 전남 진도경찰서에 따르면 이날 오전 9시 58분께 진도군 군내면 신기리 무조리선착장 앞 해상에서 진도경찰서 소속 김모 경위의 시신이 물에 떠 있는 것을 수색에 나선 어민이 발견에 경찰에 신고했다. 그는 지난 달인 6월 26일 오후 9시 26분께 진도군 진도읍 진도대교에서 투신했다. 김모 경위는 참사 이후 투신 전까지 팽목항과 진도실내체육관에서 지원업무를 해 왔으며 업무 피로와 승진 등의 문제로 극심한 스트레스를 호소한 것으로 알려졌다.
자살 기도
4월 21일 오전 11시 40분경, 참고인 신분이었던 세월호 기관사 손모(58)가 자살을 기도했으나 동료와 모텔 직원의 신고로 구조되어 생명에는 지장이 없었다.
5월 9일 오후 5시 50분쯤 경기 안산 단원고 학생의 어머니가 집에서 쓰러진 채 발견돼 병원으로 옮겨졌다. 고대 안산병원 관계자는 "A씨는 약물을 과다복용한 것으로 추정된다”며 “다행히 환자가 신속히 병원으로 옮겨져 목숨을 건질 수 있었다"고 말했다. 11일 안산 단원경찰서에 따르면 이날 새벽 1시 40분께 정부 합동분향소 유가족 대기실 인근에서 서모씨가 자살을 시도하려다 출동한 경찰이 발견해 무사히 가족에게 인계됐다. 경찰은 서씨가 연락이 안 된다는 신고를 받고 수색을 벌이던 중 유가족 대기실 뒤편에서 허리띠를 풀어 목을 메 자살을 시도하려는 서씨를 발견했다. 서씨는 가족과 함께 귀가 조치됐으며, 생명에는 지장이 없는 것으로 알려졌다.
구조인력 인명피해
범정부사고대책본부는 4월 27일 오전 진도군청에서 정례 브리핑을 열고 수색 지점의 수심이 깊어지면서 잠수병 증상을 호소하는 대원들도 늘고 있어 잠수사 1명당 1일 투입횟수를 최소화하고 휴식을 안배하며 작업하고 있다고 설명했다.
5월 1일, 오전 1시 15분께 민간 잠수사 김모(40)씨가 경상남도 사천시의 삼천포서울병원 고압산소치료센터로 긴급 후송돼 치료를 받고 있다. 김씨는 전날 오후 전남 진도 해역에서 세월호 수중 수색작업을 마치고 나서 바지선 위 감압챔버에서 의식을 잃은 것으로 알려졌다. 그는 응급조치를 받고 의식은 회복했지만 극심한 두통 등 잠수병 증세가 심각해 삼천포서울병원으로 옮겨졌다. 병원 측은 곧바로 고압산소치료센터에서 수심 40~50m 정도의 환경인 6대기압으로 김씨를 4시간 50분 동안 치료했다. 치료를 받은 김씨는 두통이 완화되는 등 상태가 호전됐으나 골반 통증 등을 호소해 잠수병 관련 정밀검사를 받을 예정이다. 이 같은 일은 2일, 14일, 17일에도 여러번 발생하였다.
5월 6일, 사고 현장에서 수색작업 중이던 이모씨(잠수사)는 새벽 6시께 유속이 약해지는 정조시간에 맞춰 사고 해역에서 선체 수색작업을 벌이던 중, 5분만에 교신이 끊겨 다른 잠수부들에 의해 구조됐으나 의식이 없는 상태에서 헬기로 목포 한국병원으로 이송됐으나 끝내 숨졌다. 병원 측은 7시10분께 환자가 이송돼 왔는데 상태가 워낙 좋지 않아 심폐소생술을 실시했으나 결국 숨을 거뒀다고 전했다. 범정부사고대책본부에 따르면 이날 사망한 민간잠수사 이모씨는 마린 인더스트리 측이 임시로 고용한 잠수사로, 희생자 수습작업에는 이날 처음으로 투입됐으며, 호흡곤란 증세를 보였다고 한다. 이에 대해 검찰은 현장을 지휘했던 해경이 아닌, 민간 잠수사의 작업 배치 업무를 담당했던 동료 민간 잠수사 공형우 씨를 기소하여 논란이 되었다. 재판 끝에 공형우 씨는 무죄 판결을 받았다.
5월 7일 오후 8시 20분께 세월호 침몰 해역에서 대기 중인 목포해양경찰서 3009함에서 해양경찰청 인천 항공대 소속 정모 경사가 쓰러져 의식 불명에 빠졌다. 정 경사는 지난 6일 오전부터 인천에서 24시간 근무를 한 뒤 휴식을 취하지 못하고 곧바로 세월호 사고 현장에 투입, 수색 작업에 나선 것으로 알려졌다. 정 경사는 이날 오후 8시 20분 교대 근무를 마친 뒤 어지럼증을 호소했으며 혈압 수치도 높게 나온 것으로 전해졌다. 그는 뇌출혈 진단을 받고 4시간 동안 응급수술을 받았으며, 수술 후 의식을 회복했지만 2주일 정도 진행 경과를 지켜봐야 하는 것으로 알려졌다.
이처럼 잠수사들의 인명피해가 빈발하자 범정부사고대책본부는 5월 19일 "바지선에 기존 물리치료사 3명 외에 7명을 추가로 배치할 계획"이라며 "의료지원 강화를 위해 침술치료를 할 수 있도록 한의사를 추가 배치하는 방안도 검토할 계획"이라고 19일 밝혔다.
5월 21일 해경에 따르면 이날 오전 10시 50분께 전남 진도 사고 해역에서 수색 작업 중이던 이모 경장이 허리에 부상을 입어 병원으로 옮겨졌다.
5월 30일 선체 절단작업에 투입된 민간잠수사 1명이 숨졌다. 잠수사 이씨는 4층 선미 외판 절개를 하기 위해 이날 오후 1시 50분께 입수했다. 이어 2시 20분께 이씨가 작업을 하던 부근에서 충격음이 들렸고 이씨는 얼굴 등에 피를 흘린 채 다른 잠수사에 의해 20여 분만이 2시 40분께 구조됐다. 현장에서 응급치료를 받은 이씨는 인근에 있던 헬기에 의해 목포의 한 병원으로 옮겨져 심폐소생술 등을 받았지만 숨졌다.
해경은 6월 17일 낮 12시 40분께 사고해역 인근에서 수색지원 중이던 해경대원 진모씨가 3000톤급 해경 3011함에서 1512함 소속 단정으로 이동 중, 사다리에서 떨어지며 단정 의자에 옆구리를 부딪혔다고 밝혔다. 진씨는 목포 한국병원으로 이송돼 '갈비뼈 3개 골절'이라는 진단을 받고 치료 중에 있다.
경남 사천시에 있는 삼천포서울병원은 세월호 구조 수색작업에 나섰던 민간 잠수사 13명이 잠수병 증상으로 입원해 치료를 받고 있다고 7월 13일 밝혔다. 지난 7월 10일과 11일 언딘 소속 김모(31)씨 등 11명과 해경 소속 백모(39)씨 등 3명이 피로 누적과 두통, 전신 통증을 호소해 이 중 13명이 입원했다. 특히 김씨는 급성 경추 디스크 증상으로 수술했다.
2014년 7월 14일부터 세월호 사고 해역에서 실종자 수색 작업을 지원하고 7월 17일에 강릉으로 복귀하던 강원도 특수구조단 소속 헬기가 광주 도심 인근에 추락해 탑승한 소방공무원 5명이 모두 순직하였다.(광주광역시 소방 헬리콥터 추락 사고)
구조인력·장비 조정
민·관·군 합동구조팀이 다음달부터는 세월호 수색 잠수사와 해군함정 등 인력과 장비를 대폭 축소해 운영하겠다는 내부 방침을 세운 것으로 드러났다. 6월 29일 범정부사고대책본부 관계자에 따르면 해경·해군 관계자 등이 지난 21일 수중탐색 협조회의에서 오는 7월 15일까지를 목표로 수중탐색 기간을 연장하고 추가연장 여부는 유가족 반응과 탐색결과를 고려해 결정하기로 했다. 또한 장기 수색에 지친 해군 잠수사들의 피로도를 줄이기 위해 투입 잠수사 수를 7월 1일부터 현재의 3분의 2 수준으로 줄이고, 15일 이후에는 현재 기준 2분의 1 수준으로 대폭 줄인다는 내부 방안이 제시됐다. 이 계획대로라면 다음달 1일부터 해군 SSU 잠수사가 현재 109명에서 70여 명으로, UDT 잠수사가 현재 89명에서 60여명으로, 총 198명에서 160여명으로 줄어든다. 7월 15일부터는 현재의 절반가량인 100여명의 잠수사가 현장을 지킬 것으로 예상된다. 내부 계획에는 또 물살이 거센 대조기, 중조기에는 잠수사들을 전원 철수시켜 휴식을 취하게 하는 방안이 제시됐다. 현재는 대조기, 중조기에도 조류의 흐름을 지켜보며 현장 바지에서 대기하도록 하고 있다. 장비지원도 줄어들 전망인데, 우선 독도함은 정비와 훈련 참가를 이유로 다음달 15일께에는 진도 해역을 떠나 진해 지역으로 복귀할 예정이다. 또 실종자 감소로 현장구조지휘본부 역할이 감소했다며 지휘본부 인원도 현재 28명에서 18명으로 줄여 해군 3함대 사령부로 이관할 계획이다. 당초 합동구조팀은 1차 정밀수색이 끝나는 이달 30일 이후에는 해군, 해경, 민간이 각각 맡았던 수색 구역을 교대해 다시 정밀수색을 실시하겠다고 밝혔다.
스미싱
세월호 침몰 사고 뉴스를 전하는 내용으로 위장한 스미싱이 발생하였다. 미래창조과학부와 한국인터넷진흥원은 18일 세월호 사고를 사칭한 스미싱 문자가 추가로 발송되고 있는 것을 확인하고, 스미싱 문자와 연결된 악성 애플리케이션 유포지를 차단 조치했다고 밝혔다.
각 교육청 조치
경기도교육청은 2014학년도 1학기에 예정된 소재 각 학교의 현장 체험학습을 보류하였다고 밝혔다. 서울특별시교육청은 시내 모든 초, 중고등학교에 현재 계획 중인 수학여행 등 현장 체험학습의 안전상황을 재점검하고 안전에 우려가 있으면 즉각 취소하라고 지시했다. 그리고 18일, 공식 보도 자료로 '수학여행 수련활동 및 청소년 단체 활동 학생 안전사고 예방안내’(2014.4.16.) 공문에 4월 21일 실시 예정인 관내 학교 6개교(초 5, 고 1)의 제주행 수학여행을 취소 및 보류하였다고 하였다. 대전광역시교육청은 안전이 답보되지 않은 행사는 학교 구성원의 사전협의에 따라 일정을 조정할 것을 권고했다고 밝혔다. 이에 따라 5월 중 수학여행이 예정되어 있던 서대전고등학교와 서일여자고등학교가 일정을 전면 취소했다.
기름 유출
19일 해양경찰청에 따르면 세월호는 벙커C유 120㎘, 경유 50㎘가 적재된 상태로 침몰하였다. 이에 대한 여파로 기름이 유출된 것으로 보인다. 18일 오전까지는 세월호 주변 100m 반경에 엷은 유막이 형성됐지만 하루 만에 훨씬 짙은 기름띠로 변했다.

## 세월호 희생자 명단

### 단원고등학교
2학년 1반: 고해인, 김민지, 김민희, 김수경, 김수진, 김영경, 김예은, 김주아, 김현정, 문지성, 박성빈, 우소영, 유미지, 이소현, 이연화, 정가현, 조은화, 한고운 (18명)
2학년 2반: 강수정, 강우영, 길채원, 김민지, 김소정, 김수정, 김주희, 김지윤, 남수빈, 남지현, 박정은, 박주희, 박혜성, 송지나, 양온유, 오유정, 윤민지, 윤솔, 이혜경, 전하영, 정지아, 조서우, 한세영, 허다윤, 허유림 (25명)
2학년 3반: 김담비, 김도언, 김빛나라, 김소연, 김수경, 김시연, 김영은, 김주은, 김지인, 박영란, 박예슬, 박지우, 박지윤, 박채현, 백지숙, 신승희, 유예은, 유혜원, 이지민, 장주이, 전영수, 정예진, 최수희, 최윤민, 한은지, 황지현 (26명)
2학년 4반: 강승묵, 강신욱, 강혁, 권오천, 김건우, 김대희, 김동혁, 김범수, 김용진, 김웅기, 김윤수, 김정현, 김호연, 박수현, 박정은, 빈하용, 슬라바, 안준혁, 안형준, 임경빈, 임요한, 장진용, 정차웅, 정휘범, 진우혁, 최성호, 한정무, 홍순영 (28명)
2학년 5반: 김건우, 김건우, 김도현, 김민석, 김민성, 김성현, 김완준, 김인호, 김진광, 김한별, 문중식, 박성호, 박준민, 박진리, 박홍래, 서동진, 오준영, 이석준, 이진환, 이창현, 이홍승, 인태범, 정이삭, 조성원, 천인호, 최남혁, 최민석 (27명)
2학년 6반: 구태민, 권순범, 김동영, 김동협, 김민규, 김승태, 김승혁, 김승환, 남현철, 박세도, 박영인, 서재능, 선우진, 신호성, 이건계, 이다운, 이세현, 이영만, 이장환, 이태민, 정현탁, 정원석, 최덕하, 홍종용, 황민우 (25명)
2학년 7반: 곽수인, 국승혁, 김건호, 김기수, 김민수, 김상호, 김성빈, 김수빈, 김정민, 나강민, 박성복, 박인배, 박현섭, 서현섭, 성민재, 손찬우, 송강현, 심장영, 안중근, 양철민, 오영석, 이강명, 이근형, 이민우, 이수빈, 이정인, 이준우, 이진형, 전찬호, 정동수, 최현주, 허재강 (32명)
2학년 8반: 고우재, 김대현, 김동현, 김선우, 김영창, 김재영, 김제훈, 김창헌, 박선균, 박수찬, 박시찬, 백승현, 안주현, 이승민, 이승현, 이재욱, 이호진, 임건우, 임현진, 전준형, 전현우, 제세호, 조봉석, 조찬민, 지상준, 최수빈, 최정수, 최진혁, 홍승준 (29명)
2학년 9반: 고하영, 권민경, 김민정, 김아라, 김초예, 김해화, 김혜선, 박예지, 배향매, 오경미, 이보미, 이수진, 이한솔, 임세희, 정다빈, 정다혜, 조은정, 진윤희, 최진아, 편다인 (20명)
2학년 10반: 강한솔, 구보현, 권지혜, 김다영, 김민정, 김송희, 김슬기, 김유민, 김주희, 박정슬, 이가영, 이경민, 이경주, 이다혜, 이단비, 이소진, 이은별, 이해주, 장수정, 장혜원 (20명)
교직원: 고창석, 김응현, 김초원, 남윤철, 박육근, 양승진, 유니나, 이지혜, 이해봉, 전수영, 최혜정 (11명)

### 비 단원고 희생자들
일반 승객: 권재근, 권혁규, 김순금, 김연혁, 리샹하오, 문인자, 박성미, 백평권, 서규석, 서순자, 신경순, 심숙자, 우점달, 윤춘연, 이광진, 이도남, 이세영, 이영숙, 이은창, 이제창, 인옥자, 전종현, 정명숙, 정원재, 정중훈, 조지훈, 조충환, 지혜진, 최순복, 최승호, 최창복, 한금희, 한윤지 (33명)
선원들: 김문익, 박지영, 안현영, 양대홍, 이묘희, 정현선, 구춘미, 김기웅, 방현수, 이현우 (10명)

## 세월호의 의인들
세월호 승무원 박지영(22)씨는 학생들에게 구명조끼를 양보하며 탈출을 도우며, 배에 끝까지 남아 있다가 결국 사망하였다. 생존자인 학생의 인터뷰에 따르면 "배가 기울면서 3층에서 난간을 붙잡고 있었는데, 승무원 누나가 뛰어내리라고 해 바다로 뛰어 내려 목숨을 구했다. 당시 10명이 함께 있었는데 구명조끼가 모자라 승무원 누나가 학생들에게 조끼를 양보했다."고 전했다. 또 그는 "누나는 왜 조끼를 입지 않느냐."고 묻자 "너희들 다 구하고 나도 따라 가겠다."라고 답하였다고 전했다. 덕분에 그와 함께 있었던 학생들은 모두 구조되었다고 전해진다. 그 외에도 선원으로서 의무를 다 하다가 실종된 선원은 더 있었다. 세월호 사무장 양대홍(46)은 아내와 나눈 전화 통화에서 “배가 많이 기울어져 있어. 수협 통장에 돈이 있으니까 아이 등록금으로 써.”라고 말했다. 아내가 ”지금 상황이 어떠냐.”고 묻자, 양 사무장은 ‘지금 아이들 구하러 가야 해. 길게 통화 못 해. 끊어.’라는 마지막 말을 남겼다고 한다. 또, 결혼을 앞둔 사이였던 세월호 아르바이트생 김○○(28)씨와 사무직 승무원 정○○(28)씨도 사고 당시 학생들의 구조를 돕고 선내에 남아 있는 승객들을 구하러 들어갔다가 숨졌다.
단원고등학교 2학년 6반 담임교사 남윤철은 16일 오전 10시쯤, 선실 비상구 근처에 있어 탈출이 가능한 위치에 있었음에도 학생들을 찾아다니며 구명조끼를 나누어주는 등 대피를 돕다 사망하였다. 2학년 5반 담임교사 이○○(33)은 난간에 매달려 있는 제자들의 탈출을 돕다가 실종되었고, 체육교사 고○○(43)도 제자에게 구명조끼를 양보하고 탈출을 돕다가 본인은 나오지 못했다. 최혜정 교사도 사고 상황 속에서 SNS메시지를 통해 학생들에게 "걱정하지 마, 너희부터 나가고 선생님 나갈게"라고 말하며 학생들을 구출하였다. 이후 그녀는 탈출하지 못하고 사망하였다. 교사 김○○ 역시 탈출하지 못하고 사망하였다. 구조된 후 자살한 강○○ 교감도 앞장서 출입구를 열고 올라가 "너희 거기 있으면 다 죽는다. 힘이 들더라도 여기로 올라와야 한다."고 소리를 지르며 대학생 일행의 탈출을 도왔고, 먼저 구조될 수 있었음에도 "빨리 나와라. 이쪽으로 와라."고 외치며 끝까지 학생들을 구하다 나중에야 배에서 빠져나왔다.
단원고등학교 학생 정차웅 군은 아수라장이 된 선실에서 구명조끼를 친구에게 건네주고, 물이찬 선실에 갇힌 친구들을 구하며 물속으로 뛰어들었고 끝내 사망하였다. 단원고등학교 학생 양온유 양 역시 침몰 직후 갑판으로 나와 구조될 수 있었으나 선실에 남아있는 친구들을 구하기 위해 구명조끼를 입지 않은 채 다시 물이 차오르는 선실로 들어갔고 끝내 나오지 못한 채 사망하였다. 단원고등학교 학생 조○○은 배가 기울자 여학생 방을 찾아 구명조끼를 나줘주며 대피하라고 알리고 여학생을 직접 끌고 올라오는 등 20여명을 구해냈다. 단원고등학교 학생 박○○ 역시 울고 있던 어린 아이를 급히 업고 구명보트에 뛰어올라 둘 다 생환할 수 있었다. 박군은 "나도 네 살 때 아버지가 돌아가셨다."며 "부모를 찾으며 울고 있는 아이를 두고 먼저 나올 수는 없었다."고 말했다.
배관 설비사 김○○(59)은 제주도에 있는 건축회사에 첫 출근을 하던 중 사고를 겪었다. 그는 배가 기울어지던 30여분 동안 주변 사람들과 함께 소방호스와 커튼을 묶어 선박 1층에 있던 학생 20여 명을 6~7m가량의 위층 난간으로 올려주었고 그 자신을 포함하여 이들은 모두 생환하였다. 그는, 그 사이에 1층에는 물이 가득 차는 바람에 더 많은 학생들을 구하지 못해 안타깝다고 밝혔다. 화물 운전기사 김○○(50)은 사고 당시 여객선 3층 화물운송 기사 전용 객실에서 동료 기사들과 함께 있었다. 그는 배가 기울자 일반 객실이 몰린 4층으로 이동해 호스와 밧줄을 던져 10여 명의 사람들을 구하고 생환하였다. 특히, 그가 구한 이들 가운데는 가족들과 함께 제주도로 이사를 가다가 사고를 당한 어린이 권○○(6, 여)도 포함되었던 것으로 알려져 있다.

### 의사자 지정
보건복지부는 5월 12일 '2014년도 제3차 의사상자심사위원회'를 열어 세월호 사고로 숨진 승무원 박지영(22·여), 김기웅(28), 정현선(28·여)씨 등 3명을 의사자로 인정하였다.
인천광역시는 5월 23일 세월호 사무장 양대홍씨를 의사자로 지정해달라며, 유족의 동의를 얻은 뒤 목격자 진술, 필요 서류 등을 갖춰 이날 오후 보건복지부에 신청서를 제출하였다. 시의 한 관계자는 "신청을 위해 필요한 자료를 모두 갖췄다"며 "복지부에서 결정할 사안이지만 국민적 여론이나 언론 보도 내용 등을 고려할 때 의사자 인정이 가능하지 않을까 생각한다"고 말했다. 양 사무장은 세월호 고위 승무원 가운데 유일하게 탈출하지 않고 마지막까지 승객 구조를 위해 배를 지키다가 끝내 숨져 안타까움을 더했다.
사고 초기부터 이들 '살신성인' 교사들을 의사자로 지정해달라는 누리꾼들의 청원이 이어지고 있지만 '의사자' 신청은 유보된 것으로 확인됐다. 하지만 교사 유가족들은 '순직' 처리를 통해 국가 유공자로 등록되는 것을 우선적으로 추진하는 것으로 알려졌다. '타인의 생명을 구하기 위해 애쓰다 숨졌다'는 점을 입증해 의사자로 등록하기 보다는 국가공무원으로서 공무수행 중 희생당했다는 점을 인정받는 것이 용이해 이 같은 방향으로 추진 중으로 전해졌다. 모든 교사가 공무상 사망을 인정받을 수 있는 건 아니다. 그러나 이번 사고로 희생되거나 실종된 교원 12명 중 기간제 교사인 2명은 공무원이 아니며, 이들은 공무원연금관리공단의 '공무상 사망' 인정을 받을 수 있는 자격이 못 된다. 한편 유가족 대책위는 '세월호 특별법'에 단원고 교사와 학생들을 전원 의사자로 지정하는 방안을 추진했던 것으로 알려졌으나 이 또한 의견이 나뉘어 아직 확정되지 않은 것으로 확인됐다.

## 관련 미디어

### 관련 영화

#### 그날, 바다
김지영 감독, 김어준 제작의 다큐멘터리 영화. 프로젝트 부(Project 不)에서 시작한 크라우드 펀딩에서 20억 3천만원의 시민 후원을 통해 3년간 제작되었다. 2018년 4월 12일 개봉되어 54만명이 관람하였다. 세월호 항적 분석, 생존자 진술, 적재 차량 CCTV 분석자료 등의 교차검증되는 사실을 근거로 가설을 제시하였다. 해당 영화가 주장한 'AIS(선박자동식별시스템) 조작 의혹'을 유가족이 검찰 세월호참사특별수사단에 수사의뢰하여 국내 23개의 AIS 기지국 및 해외 AIS 수집업체, 민간 선박의 AIS 데이터 등을 분석하였다. 특수단은 참사 당시 제출된 자료의 조작은 없는 것으로 발표했으나, 세월호 사회적참사특별조사위(사참위)는 20일 “특수단이 AIS 의혹에 대해 결론의 근거를 제시하지 못했고, 해수부 등의 기존 논거를 반복했다”는 입장을 냈다.

#### 세월X
일반인 신분인 네티즌 '자로'는 세월호 참사를 직접 수사하여 세월호에 대한 의문들을 담아낸 다큐멘터리 '세월X'를 유튜브에 업로드하여 공개하였다. 세월X는 8시간 49분 짜리 필리버스터 다큐멘터리로, 현재 정부에서 공개한 세월호 참사 원인에 대해 반박하였다. 또한, 자로는 세월X를 통해 모든 과학적 증거를 이용해 세월호는 외력에 의해 침몰하였다고 주장하였다.

### 관련 서적
- 민주사회를 위한 변호사모임. 《416세월호 민변의 기록》. 생각의길. 2014년. ISBN 9788965133049

- 진실의 힘 세월호 기록팀, 《세월호, 그날의 기록》. 진실의힘. 2016년. ISBN 9791195716005

## 같이 보기
- RORO선 사고 목록
- 천지호 침몰 사고 (1968년)
- 남영호 침몰 사고 (1970년)
- 서해훼리호 침몰 사고 (1993년)
- 태안 사설 해병대 캠프 실종 사고 (2013년)
- RMS 타이타닉 (1912년)
- 코스타 콩코르디아호 (2012년)
- 방글라데시 여객선 침몰 (2014년)
- 해상교통관제시스템(영어판) (VTS)
- 선박항해기록장치 (VDR)
  - 노르콘트롤(NorControl)
- 밸러스트(영어판)
  - 선박 밸러스트(en:Sailing ballast, 평형수)
- 래싱(en:Lashing (ropework), 결박)

### 내용주
1. ↑  미수습자 5명은 끝내 시신을 찾지 못한 채 2017년 11월 20일 장례를 치뤘다.
2. ↑  해운법 시행규칙 [시행 2009. 7. 1.] [국토해양부령 제147호, 2009. 7. 1., 타법개정]
제5조 (여객선의 보유량 등) ② 법 제5조제1항제5호에 따른 해상여객운송사업의 여객선 선령(船齡)기준은 20년 이하로 한다. <개정 2008. 3. 14., 2009. 1. 13.> ③ 제2항에도 불구하고 선령이 20년을 초과한 여객선으로서 국토해양부장관이 정하여 고시하는 선박검사기준에 따라 선박을 검사한 결과 안전운항에 지장이 없는 것으로 판정된 여객선은 5년의 범위에서 1년 단위로 선령을 연장할 수 있고, 선령이 25년을 초과한 여객선[강화플라스틱(FRP) 재질의 선박은 제외한다]으로서 국토해양부장관이 정하여 고시하는 선박검사기준에 따라 선박을 검사한 결과 및 국토해양부장관이 정하여 고시하는 선박관리평가기준에 따라 선박을 평가한 결과 안전운항에 지장이 없는 것으로 판정된 여객선은 5년의 범위에서 1년 단위로 선령을 연장할 수 있다. <신설 2009. 1. 13.>
3. ↑  해운법 시행규칙 [시행 2008. 3. 14.] [국토해양부령 제4호, 2008. 3. 14., 타법개정]
제5조 (여객선의 보유량 등) ② 법 제5조제1항제5호에 따른 해상여객운송사업의 여객선 선령(船齡)기준은 20년 이하로 한다. 다만, 국토해양부장관이 정하는 선박검사 결과 안전운항에 지장이 없는 것으로 판정된 여객선은 5년의 범위에서 1년 단위로 연장할 수 있다.
4. ↑  이준석 피의자신문조서 중 "(문) 피의자가 세월호 선장으로 승선하게 된 경위가 어떻게 되나요 (답) 2013.3경 세월호가 새로이 취항하였는데, 그 때부터 신보식과 함께 세월호의 선장으로 근무를 하였습니다. 당시 신보식이 경험이 짧았기 때문에 제가 신보식을 트레이닝 시킨다는 의미로 책임 선장으로 근무하고 신보식은 견습으로 근무를 하게 된 것으로 2013.8.경까지 제가 정식 선장으로 근무를 하였습니다. / (문) 신보식이 정식 선장이 된 이유는 무엇 때문인가요 (답) 당시 제가 정년(60살)이 넘어 퇴사를 해야 하는 상황이 발생하였습니다. 그러다가 청해진 해운에서 계약직으로 근무를 하게 되었고, 신보식은 정규직 선원이었기 때문에 신보식이 정식 선장이 된 것입니다."
5. ↑  하야시카네 선거는 제2차 세계 대전 당시 군수 공장으로 다수의 조선인이 강제동원되었던 가와나미 공업(川南工業) 후카호리 조선소(深堀造船所)를 전신으로 1965년 설립된 일본의 조선회사이다. 일본 조선업계의 불황에 따른 경영 악화로 1992년 타이완의 에버그린 그룹(長榮集團)에 인수되어 초에이 조선(長栄造船)으로 개칭되었다가 2004년 다시 후쿠오카 조선(福岡造船)에 인수되어 현재는 후쿠오카 조선 나가사키 공장이 되었다.
6. ↑  미쓰비시 중공업 나가사키 조선소에서 건조한 것으로 잘못 알려진 경우도 있다. 마루에이 페리는 세월호를 청해진해운에 매각하기 전인 2012년 미쓰비시 중공업 시모노세키 조선소에 새로운 페리 나미노우에호(5대)를 주문하였는데, 기존 세월호와 외양이 닮아 혼동을 일으켰을 것으로 보인다.[26][27]
7. ↑  만재흘수(full load draft)는 허용된 최대 적재량을 실은 선박이 물에 잠기는 깊이로, 만재흘수를 표시해둔 선이 만재흘수선(full load line)이다. 선박마다 개별적으로 지정되는데, 만약 선박이 만재흘수선을 넘어서 잠겨있다면 그 선박은 출항할 수 없다.
8. ↑  합동수사본부 전문가 자문단 보고서 (여객선 세월호 침몰 사고 원인분석 결과보고서) (2014.8.12. 발행) 51p "과적이라 함은 화물을 규정치보다 많이 싣는 것을 의미한다. 해사법상 의미로는 선박의 형상과 강고를 기준으로 산정한 해역별 만재흘수선(full load line)까지 여객이나 화물을 적재하게 함으로써 항해의 안전을 도모하고 있다. 따라서 평수구역내의 항행을 제외하고는 어떠한 경우라도 선박은 이 선을 초과하여 화물을 적재해서는 안 된다. 관계자들의 진술에 따르면 세월호는 규정된 만재흘수선을 넘기지 않은 것 같으므로 해사법상 과적이라고 할 수는 없다. 그러나 규정된 만재흘수 상태에서 복원성을 확보하기 위해 요구되는 화물과 평형수의 적재기준보다 많은 화물을 적개하여 복원성을 상실하였으므로 선박운용상의 입장에서 '과적'이라는 표현을 사용한다."
9. ↑  "이에 앞서 8시 46분경 세월호가 우현 쪽으로 병풍도와 0.9마일 정도 거리를 두고 약 18노트 속력으로 나아가고 있었다. 3등항해사 박한결은 조타수 조준기에게 선수방향을 135도에서 140도로 변침하라고 지시했다. 배는 140도 정침되었다. 3등항해사는 다시 8시 48분경 배를 140도에서 145도로 변침하라는 조타 명령을 내렸다. 배가 오른쪽으로 선회하기 시작했다. 하지만 세월호는 원하는 대로 움직이지 않았다. 조타수가 다급하게 “어어, 안 돼, 안 돼, 안 돼.” 하고 소리 질렀고, 배는 오른쪽으로 계속 돌면서 곧이어 왼쪽으로 기울기 시작했다."[42]

### 참고주
1. ↑  “<여객선침몰> 세월호, 막판에 항로 급히 바뀌어(종합)”. 연합뉴스. 2014년 4월 17일. 2014년 4월 17일에 확인함.
2. ↑  “<여객선침몰> 세월호 사고 위치도”. 연합뉴스. 2014년 4월 16일. 2014년 4월 17일에 확인함.
3. ↑  “남은 5명 찾는다 … 세월호 객실 2차 수색”. 광주일보. 2017년 6월 22일. 2017년 6월 22일에 확인함.
4. ↑  Sinking of Sewol ferry 으로도 불림.
5. ↑  박동해 (2016년 9월 5일). “[세월호참사 진상규명-일지]참사 2년 5개월의 기록”. 《뉴스1》.
6. ↑  “[속보]해군 조난 신고 접수...진도 병풍도 북쪽 20km”. 《YTN》. 2014년 4월 16일.
7. ↑  김호 (2014년 7월 23일). “[세월호참사 100일] 침몰부터 수색까지”. 《뉴스1》.
8. ↑  구용희; 배동민 (2014년 5월 7일). “[세월호 참사][종합3보]안일한 해경, 실종·구조 수치 또 정정”. 《뉴시스》.
9. ↑  아시아경제 온라인이슈팀 (2014년 4월 30일). “세월호 침몰 "해경보다 40분 늦게 도착한 어선이 더 많이 구조"”. 《아시아경제》.
10. ↑  전진우 (2017년 3월 22일). “[그래픽] 세월호 인양 과정”. 《뉴시스》.
11. ↑  “심상정 “국민들 마음속 ‘朴 파면 사유’는 세월호””. 《헤럴드경제》. 2017년 3월 22일.
12. ↑  이승호 (2017년 3월 10일). “세월호 인양 사실상 종료...세월호 침몰 3주기 전후 미수습자 수색 본격 시작”. 《중앙일보》. 2024년 4월 21일에 확인함.
13. ↑  노도현 (2016년 9월 30일). “세월호 특조위, 정부 훼방에 닻 내려…“진상규명은 계속””. 《경향신문》. 2024년 4월 21일에 확인함.
14. ↑  김동규 (2018년 8월 5일). “세월호 선조위 활동 종료…성과 있지만 명확한 결론 못 내 한계”. 《연합뉴스》. 2024년 4월 21일에 확인함.
15. ↑  전재훈 (2022년 9월 8일). “사참위, 오는 10일 공식 해산...3년9개월 활동 마침표”. 《뉴시스》. 2024년 4월 21일에 확인함.
16. ↑  “<여객선침몰> 사고 여객선사 청해진해운은”. 《연합뉴스》. 2014년 4월 16일. 2024년 4월 19일에 확인함.
17. 1 2 3  머니투데이 (2014년 4월 22일). “총체적 '인재'의 결정판 세월호…"곳곳에 원인 있었다"”. 2025년 4월 14일에 확인함.
18. ↑  우경희; 김훈남; 황재하 (2014년 4월 22일). “총체적 '인재'의 결정판 세월호…"곳곳에 원인 있었다"”. 《머니투데이》.
19. ↑  서상준 (2014년 5월 12일). “[세월호 참사]청해진해운 '인천~제주' 항로 면허 취소”. 《뉴시스》.
20. ↑  뉴스, SBS (2014년 4월 22일). “청해진해운 이전에도 '표류'…참사 부른 배짱 운행”. 2025년 4월 14일에 확인함.
21. ↑  '이규연의 스포트라이트' 방송 최초 세월호 유류품 창고 취재, JTBC 2016년 7월 17일
22. ↑  배연호 (2014년 8월 8일). “'선박 안전 포기?'…선원 10명 중 9명 재교육 면제 | 연합뉴스”. 《연합뉴스》. 2025년 4월 14일에 확인함.
23. ↑  “美전문가 "여객·화물 겸용선 위험취약...규정강화해야"”. 2014년 4월 19일. 2014년 4월 19일에 확인함.
24. ↑  사회적참사조사위원회 (2024a), 19쪽.
25. ↑  “フェリーなみのうえ”. 《www.wakanatsu.com》. 2024년 4월 19일에 확인함.
26. ↑  세월호가 된 4대 나미노우에
27. ↑  2012년 9월에 취항한 5대 나미노우에 보관됨 2014-04-17 - 웨이백 머신
28. ↑  “침몰한 세월호, 1994년 일본서 건조”. 2014년 4월 16일. 2025년 4월 14일에 확인함.
29. ↑  “채널A - 페이지를 찾을 수 없습니다.”. 2014년 4월 16일에 원본 문서에서 보존된 문서. 2025년 4월 14일에 확인함.
30. ↑  [서울신문] “구원파 교리 뜻 담아 세월호 이름지었다” 의혹…세월(歲月)호 아닌 세월(世越)호? 보관됨 2014-04-26 - 웨이백 머신, 서울신문, 2014년 4월 24일
31. ↑  장성구 기자 (2014년 4월 16일). “여객선'세월호'는?”. 연합뉴스. 2014년 4월 28일에 확인함.
32. ↑  정지우 (2014년 4월 18일). “[여객선 침몰] 구명보트 작동 안했는데 ‘양호?’ 해경·해운조합 주먹구구식 판정”. 2025년 4월 14일에 확인함.
33. ↑  인천∼제주 카페리 첫 운항/6일부터 주3회 왕복, 《한국경제》, 1995.5.3
34. ↑  이재원 (2014년 4월 22일). “'세월호' 선사 청해진해운 '전신'(前身) 세모그룹 과거 보니”. 《머니투데이》.
35. ↑  “[여행 신상품] 인천~제주 여객선 추가 .. 청해진해운”. 《한국경제》. 2001년 7월 13일.
36. ↑  김인완 (2013년 2월 12일). “인천-제주 여객선 주 6일 운항”. 《한국경제》.
37. ↑  “'세월호 후폭풍' 청해진해운 모든항로 멈췄다”. 《인천일보》. 2014년 4월 22일.
38. ↑  김봉현 (2014년 5월 12일). “청해진해운, 제주~인천 뱃길 면허취소”. 《제주의소리》.
39. ↑  나종훈 (2024년 1월 26일). “‘제주-인천 항로’ 운항 중단…선사 운항면허 반납”. 《KBS뉴스》.
40. ↑  정은주 (2017년 3월 26일). “이 절벽에 매달린 엄마아빠들의 피울음을 나는 잊지 못한다”. 《한겨레》.
41. ↑  사회적참사특별조사위원회 (2022a), 26쪽.
42. 1 2  사회적참사특별조사위원회 (2022a), 61쪽.
43. ↑  사회적참사특별조사위원회 (2022a), 69-70쪽.
44. ↑  사회적참사특별조사위원회 (2022a), 59쪽.
45. ↑  정제윤. “최초 신고자 학생이었다…승무원보다 3분 먼저 '119신고'”. JTBC.
46. ↑  오지헌. “"살려주세요" 신고 학생에…선박명 안 묻고 "위·경도 어디냐"”. JTBC.
47. ↑  주정완. “진도VTS로 신고만 했어도…잃어버린 '18분의 골든 타임'”. JTBC.
48. ↑  세월호-진도관제센터 31분간 교신 녹취록 전문, 《한겨레》, 2014.4.21
49. ↑  시뮬레이션 해보니 "5~9분 만에 전원탈출 가능", 《오마이뉴스》, 2014.9.24
50. ↑  이유진; 김형규 (2018년 4월 13일). “① 이상한 해경 대처, 왜 안 구했나 ② 외력설 제기되는데, 침몰 원인은”. 《경향신문》.
51. ↑  위험해 대피했다던 해경…어선 3척만 숨가쁜 구조", 《JTBC》, 2014.5.1
52. ↑  추가 공개된 세월호 구조 영상…"어선 퇴거시키라고!"", 《JTBC》, 2014.6.19
53. ↑  사회적참사특별조사위원회 (2022a), 107-112쪽.
54. ↑  특별취재팀 (2014년 4월 17일). “<여객선침몰> 27명 구조한 낚싯배선장 "만사제쳐놓고 달려가"”. 연합뉴스. 2014년 4월 17일에 확인함.
55. 1 2  조홍복 (2014년 4월 17일). “[진도 여객선 침몰 / 밤샘 구조] 구조 동참한 조도面 어민 150명, 배 60척 이끌고 수십명 구해”. 조선일보. 2014년 4월 17일에 확인함.
56. ↑  사회적참사특별조사위원회 (2022a), 107-112쪽.
57. ↑  "국민 여러분, 도와주세요", 《YTN》, 2014.4.18
58. ↑  사회적참사특별조사위원회 (2022a), 147-151쪽.
59. ↑  사회적참사특별조사위원회 (2022a), 151-155쪽.
60. ↑  정부, '세월호 수색작업 종료' 발표, 《연합뉴스》, 2014.11.11
61. ↑  ‘마지막 한명까지’ 세월호 실종자 수색 210일 사투, 《KBS뉴스》, 2014.11.11
62. ↑  세월호 실종자 수색작업 일지, 《서울신문》, 2014.11.11
63. ↑  최재영 (2014년 4월 18일). “잠수요원, 선체 진입 어떻게?…"줄 하나에 의지"”. SBS. 2014년 4월 18일에 확인함.
64. ↑  특별취재팀. “<세월호참사> '머구리' 대거투입…첨단장비는 '글쎄'”. 연합뉴스.
65. ↑  MBN. “[세월호 침몰 참사] 수색 머구리 위주로 전환…무인탐사 로봇은 철수 '왜?'”. MBN.
66. ↑  김윤수 (2014년 4월 18일). “세월호 침몰 49시간 만에…공기 주입 시작”. 채널A. 2014년 4월 19일에 원본 문서에서 보존된 문서. 2014년 4월 18일에 확인함.
67. ↑  손석희 (2014년 4월 18일). “이종인 "공기 주입, 생존자 있을 만한 곳에 해야..조타실은 의문"”. JTBC. 2014년 6월 13일에 원본 문서에서 보존된 문서. 2014년 4월 18일에 확인함.
68. ↑  <세월호참사> 실종자 가족 "4층 선체 일부 절단 합의" - 연합뉴스, 2014년 5월 27일
69. ↑  <세월호참사> 4층 선미 창문 절단 곧 완료…선수 절단도 논의 - 연합뉴스, 2014년 5월 30일
70. ↑  김현정. “구조현장 "잠수부는 500명…투입은 2명 뿐"”. 노컷뉴스.
71. ↑  온라인뉴스팀. “[진도 여객선 세월호 침몰] 기상 악화로 사실상 '수색 중단'”. 스포츠월드. 2014년 4월 19일에 원본 문서에서 보존된 문서. 2014년 4월 17일에 확인함.
72. ↑  김지선. “[여객선침몰] '세월호' 실종자 저체온증·질식 우려”. 연합뉴스.
73. ↑  윤진호. “`에어포켓`에 있다면 최대 72시간…객실에 산소 공급땐 시간 더 늘어”. 매일경제.
74. ↑  허재원 (2014년 4월 17일). “전부 가라앉지 않나..'에어포켓'이 희망”. YTN. 2023년 11월 4일에 확인함.
75. ↑  “[세월호 침몰 사고] 정동남, 생존자 구조 지원…'마지막 희망 에어포켓'”. 《한국경제》. 2014년 4월 17일. 2017년 10월 8일에 확인함.
76. ↑  “[세월호 침몰 사고] 에어포켓만이 희망…"공기주입에 온힘 다하고 있다"”. 《MBN》. 2014년 4월 17일. 2017년 10월 8일에 확인함.
77. ↑  이지상 (2017년 5월 30일). “김현미 후보자, 세월호 당시 발언 화제 "朴 전 대통령 눈치보지 말라"”. 《중앙일보》. 2017년 10월 8일에 확인함.
78. ↑  헤럴드생생본부. “[진도 여객선 침몰 참사] 실종자 추가 290명 “살아있다면 격실"”. 헤럴드생생본부.
79. ↑  “Document Viewer” (PDF). 2022년 11월 10일에 확인함.
80. ↑  “[진도 여객선 침몰] 사고원인은 무엇… 짙은 안개? 무리한 출항? 선박결함?”. 《쿠키뉴스》. 2014년 4월 16일.
81. ↑  “[속보] 진도 여객선 침몰 원인, 안개로 인한 암초 충돌 가능성 높아”. 《동아일보》. 2014년 4월 16일.
82. ↑  “기상청 "진도 여객선, 안개 등으로 인한 사고 가능성은 낮아"”. 《머니투데이》. 2014년 4월 16일.
83. ↑  뱃머리급격히 http://news.kukinews.com/article/view.asp?page=1&gCode=kmi&arcid=0008245438&cp=du%5B깨진+링크(과거+내용+찾기)%5D
84. ↑  MBN. “[속보] 진도 여객선 침몰 이유? "안개 탓으로 암초 부딪혀…"”. MBN.
85. 1 2  온라인뉴스팀. “진도 여객선 세월호 침몰 원인, 변침으로 잠정결론…'에어포켓만이 희망'”. Gvalley. 2014년 4월 19일에 원본 문서에서 보존된 문서. 2014년 4월 17일에 확인함.
86. 1 2  온라인 뉴스팀. “진도 여객선 세월호 침몰 원인 변침으로 잠정 결론 ... '에어포켓만이 희망'”. 티브이이데일리.
87. ↑  e뉴스팀. “진도 여객선 침몰에 해양 전문가 "변침·암초 아닌 내부 폭발 가능성 있어"”. 스포츠서울. 2014년 4월 19일에 원본 문서에서 보존된 문서. 2014년 4월 17일에 확인함.
88. ↑  사회적참사특별조사위원회 (2022a)
89. ↑  김지아 기자 (2014년 4월 18일). “[뉴스쇼 판] 필리핀 로로선 위험성 경고…허술한 해상 안전수칙”. TV조선. 2014년 4월 19일에 확인함.
90. ↑  http://idyllicocean.com/shipsdb/ship2_info.php?lang=jp&id=74
91. ↑  이창구 기자 (2014년 4월 19일). “[진도 여객선 침몰 참사] 세월호 만든 日조선소의 다른 배도 2009년 ‘판박이 좌초’”. 서울신문. 2014년 4월 19일에 확인함.
92. ↑  김혜정 기자 (2014년 4월 18일). “세월호 침몰, 日 아리아케호 사고와 똑 닮은 '쌍둥이 사고' 같은 조선소 배”. 서울경제. 2014년 4월 19일에 원본 문서에서 보존된 문서. 2014년 4월 19일에 확인함.
93. ↑  김한수, 김현아 기자 (2014년 4월 17일). “[진도 여객선 참사] 사고 커진 이유, 미숙한 초기 대응이 참극 불렀다”. 부산일보. 2014년 4월 19일에 확인함.
94. ↑  사회적참사특별조사위원회 (2022a)
95. ↑  김지은. “[진도 여객선 침몰 참사] 이미 선체 손상 가능성.. 급선회하며 쏠림현상 겹친 듯”. 한국일보.
96. ↑  객실 증축만이 아니다? 화물 더 싣기 위해 선수도 개조 - JTBC 뉴스 9, 2014년 4월 23일 방영
97. ↑  디지털 뉴스팀. “세월호 사고원인 '변침' 잠정결론 ... 시간대별 구성”. 경향신문.
98. ↑  최준혁 기자. “블랙박스에 녹음된 세월호 침몰 순간 ‘급박한 음성’”. KBS.
99. ↑  이한석 기자. “[세월호①][단독] "참사 직후 모형 수조 실험"…4년간 은폐”. SBS.
100. ↑  김지혜 기자. “"GPS 오차?"…'그날, 바다' 김지영 감독, 반론을 반문하다”. SBS.
101. ↑  e뉴스팀. “진도 여객선 침몰에 해양 전문가 "변침 · 암초 아닌 내부 폭발 가능성 있어"”. 스포츠서울. 2014년 4월 19일에 원본 문서에서 보존된 문서. 2014년 4월 17일에 확인함.
102. ↑  화물 차량 신고보다 더 실어 http://news20.busan.com/controller/newsController.jsp?newsId=20140419000050
103. ↑  JTBC. “침몰한 세월호 '과적' 의혹…'숨은 무게' 계산 안 했다”. JTBC.
104. ↑  윤정식. “흔들림 막는 균형장치 '스태빌라이저' 고장 났었나?”. JTBC. 2014년 4월 20일에 원본 문서에서 보존된 문서. 2014년 4월 19일에 확인함.
105. ↑  세월호 전 항해사 "16번 채널 쓰면 문제 커져 사용 안 해" - JTBC 뉴스 9, 2014년 4월 21일 방영
106. ↑  '결박 장치'…세월호에는 애초부터 없었다 보관됨 2020-10-27 - 웨이백 머신 - JTBC 뉴스 9, 2014년 4월 23일 방영
107. ↑  한겨레, 잠수함 충돌? 손가락 골절 시신 발견?
‘세월호 6가지 루머’와 팩트 확인, http://www.hani.co.kr/arti/society/society_general/636719.html , 2014.05.13 작성, 2014.11.21 확인
108. ↑  온라인뉴스팀. “[세월호 침몰사고] 세월호 선장 "책임의식은 무면허, 탈출은 1등 항해사"”. 동아닷컴.
109. ↑  문연철. “사고 당시 선장·선원들, 승객 두고 먼저 탈출”. MBC.
110. ↑  이현영. “세월호 선장 '승객 두고 먼저 탈출'…서해 훼리호 선장은 어땠나”. 티브이이데일리. 2018년 4월 18일에 원본 문서에서 보존된 문서. 2014년 4월 17일에 확인함.
111. ↑  “::: 교회와신앙 :::”. 2022년 11월 10일에 확인함.
112. ↑  세월호 선원들, 자신들만 아는 통로로 탈출 - 경향신문, 2014년 4월 21일 작성
113. ↑  청해진해운 대표 "죽을 죄를 졌습니다" - KBS 뉴스, 2014. 04. 18.
114. ↑  이종현. “[기자수첩] 침몰하는 대한민국에는 선장이 없다”. 조선비즈.
115. ↑  사회적참사특별조사위원회 (2022a), 87-89쪽.
116. ↑  가습기살균제사건과 4·16세월호참사 특별조사위원회, 세월호참사에서 해경 등 초동대응의 적정성 조사 - 487p
117. ↑  가습기살균제사건과 4·16세월호참사 특별조사위원회, 세월호참사에서 청와대 등 대응의 적정성 조사 - 262, 289p
118. ↑  사회적참사특별조사위원회 (2022b), 305쪽.
119. ↑  가습기살균제사건과 4·16세월호참사 특별조사위원회,정보기관(국정원·기무사 등)의 세월호참사 개입 여부에 대한 조사결과보고서 - 11-12p
120. ↑  가습기살균제사건과 4·16세월호참사 특별조사위원회, 4·16세월호참사 특별조사위원회 등에 대한 진상규명 활동 방해 조사결과보고서 - 770-772p
121. ↑  4·16세월호참사가족협의회; 4·16연대 (2022년 9월 4일). “[보도자료] 사참위 활동 종료와 종합보고서 발간에 대한 입장 발표”.
122. ↑  신용현 (2022년 9월 8일). “사참위, 가습기살균제·세월호 참사 조사활동 종료…3년 9개월만”. 한경.
123. ↑  4·16연대 (2024년 4월 14일). “4.16연대 사참위 주요권고 이행 평가 발표”.
124. ↑  지연진 (2014년 4월 18일). “[세월호 침몰] 생존자들 극도로 불안해…PTSD 우려”. 아시아경제. 2014년 4월 18일에 확인함.
125. ↑  디지털뉴스부 (2014년 4월 18일). “"혼자 살아 미안"… 세월호 침몰 사고서 구조된 단원고 교감 자살”. 경인일보. 2014년 4월 18일에 확인함.
126. ↑  신현식 (2014년 4월 18일). “숨진 단원고 교감 '유서' 발견…"저승에서도 선생을…"”. 머니투데이. 2014년 4월 18일에 확인함.
127. ↑  구조된 단원고 교감 숨진채 발견 - 동아닷컴(동아일보), 2014년 4월 19일 게재
128. ↑  “구조된 단원고 교감, 야산서 숨진채 발견”. 2014년 4월 18일. 2021년 4월 16일에 확인함.
129. ↑  "어른이어서 미안해" 안산 합동분향소서 50대 숨져 - 고발뉴스닷컴, 2014년 5월 30일
130. ↑  세월호참사 투신 경찰관 시신 9일 만에 발견 보관됨 2019-09-15 - 웨이백 머신 - 뉴시스, 2014년 7월 5일
131. ↑  특별취재팀 (2014년 4월 21일). “<세월호참사> 세월호 기관사 자살 기도..생명 지장 없어(종합)”. 연합뉴스. 2014년 4월 21일에 확인함.
132. ↑  “나도 갈게”… 단원고 희생자 어머니 자살기도 - 세계일보, 2014년 5월 9일
133. ↑  단원고 학부모 합동분향소 인근서 또 ‘자살 기도’ - 파이낸셜뉴스, 2014년 5월 11일
134. ↑  <세월호참사> 기상악화로 투입 인원 급감…오늘도 난항 - 연합뉴스, 2014년 4월 27일
135. ↑  <세월호참사> 민간 잠수사 사천 후송 치료 - 연합뉴스, 2014년 5월 1일
136. ↑  수색작업 중 의식 잃고 쓰러진 ‘언딘’ 민간잠수사 사망 - 중앙일보, 2014년 5월 6일 앞서 범정부사고대책본부는 '잠수사가 마지막 희망'이라는 실종자 가족 등의 요구로 잠수사에 대한 식사와 작업 여건 등을 개선하겠다고 밝혔다. 그러나 사고 해역 인근에 대기 중인 해군 함정에는 군의관과 감압 체임버, 수술실 등이 갖춰져 있음에도 결국, 무용지물이었다.
137. ↑  덫에 걸린 민간잠수사 ‘무죄’, 한겨레21, 2015년 12월 15일
138. ↑  '세월호' 침몰, 급격한 방향전환이 원인으로 드러나 ['Sewol' capsizing: a sudden turn is revealed to be the cause]. 《Yonhap News》. 2014년 4월 17일. 2014년 4월 17일에 확인함.
139. ↑  “<세월호참사> 잠수사 위해 물리치료사 충원·한의사 배치 검토”. 《연합뉴스》. 2014년 5월 19일.
140. ↑  지성호 (2014년 7월 13일). “세월호 수색 민간 잠수사 13명 입원 치료 중”. 《연합뉴스》.
141. ↑  동아닷컴 영상뉴스팀 (2014년 7월 17일). “‘광주 헬기 추락’ 탑승자 전원 사망…“조종사 추가피해 막기 위해 애썼다””. 《동아일보》. 2024년 4월 19일에 확인함.
142. ↑  세월호 수색 인력·장비 '7월부터 대폭 축소' 계획 - 연합뉴스, 2014년 6월 29일
143. ↑  강은성 (2014년 4월 18일). “"해도해도 너무하네"…세월호 사칭 스미싱 추가 발견”. 디지털타임스. 2014년 4월 18일에 확인함.
144. ↑  정재봉 (2014년 4월 17일). “경기도교육청, 1학기 예정된 각 학교 현장 체험학습 보류”. 경기도교육청. 2014년 4월 17일에 확인함.[깨진 링크(과거 내용 찾기)]
145. ↑  김윤나영 (2014년 4월 17일). “서울시교육청, "안전 우려 있는 수학여행 취소" 지시”. 프레시안. 2014년 4월 17일에 확인함.
146. ↑  김문호 (2014년 4월 18일). “수학여행 등 현장 체험학습 관련”. 서울행복 교육소식. 2016년 3월 4일에 원본 문서에서 보존된 문서. 2014년 4월 18일에 확인함.
147. ↑  심영석 (2014년 4월 17일). “대전교육청, 수학여행 · 수련회 검토 권고”. news1. 2014년 4월 17일에 확인함.
148. ↑  “사고 해역에 퍼진 '세월호 유출 기름띠'”. 위키트리. 2014년 4월 19일. 2014년 4월 19일에 확인함.
149. ↑  이정하 (2014년 4월 17일). “"숨진 여승무원이 조끼를 양보했다"”. 뉴시스. 2014년 4월 17일에 확인함.
150. ↑  조선일보 (2014년 4월 18일). “[진도 여객선 침몰 / 안타까운 사연들]"우리 남편은 도망가지 않았어요"”. 조선일보. 2014년 4월 18일에 확인함.
151. 1 2  고미혜 (2014년 5월 12일). “<세월호참사> '살신성인' 승무원 박지영씨 등 3명 의사자(종합)”. 《연합뉴스》.
152. ↑  “[프리미엄 리포트]밤 꼬박 새우며 뱃멀미 승객 얼음찜질 해주던 ‘진짜 선원’”. 《동아일보》. 2014년 5월 19일.
153. 1 2  정경화 (2014년 4월 18일). “[진도 여객선 침몰 / 안타까운 사연들] "달아나" 등떠민 선생님.. 돌아보니 안계셔”. 조선일보. 2014년 4월 18일에 확인함.
154. ↑  특별취재팀 (2014년 4월 18일). “<여객선침몰> 침몰순간에도 빛난 단원고 스승과 제자”. 《연합뉴스》. 2014년 4월 18일에 확인함.
155. ↑  MBN (2014년 4월 19일). “[세월호 실시간]故 최혜정 교사, "걱정하지 마 너희부터 가"…'첫 발인'”. MBN. 2014년 4월 19일에 확인함.
156. ↑  디지털뉴스팀 (2014년 4월 21일). ““내 손 잡아” 탈출 돕던 그 아저씨가 교감이었다…”. 《경향신문》.
157. ↑  '우리들의 영웅' 고 정차웅군, 이승에서 18년 짧은 생 '마감' - 뉴스1, 2014년 4월 22일 작성
158. ↑  박요진; 황인호; 전수민 (2014년 4월 24일). “[세월호 침몰 참사-단독] 갑판까지 나왔다가 친구 구하러 선실로…단원고 양온유양 살신성인”. 《국민일보》.
159. ↑  최기성 (2014년 4월 17일). “긴박한 상황에도 구조에 힘써…목숨을 건 '살신성인'”. OBS뉴스. 2014년 4월 22일에 확인함.
160. ↑  특별취재팀 (2014년 4월 17일). “<여객선침몰> 6살 여아 탈출시킨 단원고 박호진군”. 연합뉴스. 2014년 4월 17일에 확인함.
161. ↑  특별취재팀 (2014년 4월 16일). “<여객선침몰> 20여명 구하고 마지막 탈출한 김홍경씨”. 연합뉴스. 2014년 4월 16일에 확인함.
162. ↑  강제남 (2014년 4월 16일). “[진도여객선침몰]제주 화물차 기사 목숨 걸고 학생 등 생명 구해”. 뉴시스. 2014년 4월 16일에 확인함.
163. ↑  배상희 (2014년 5월 23일). “인천시, 의인 양대홍 사무장 의사자 인정 신청”. 《연합뉴스》.
164. ↑  박소연 (2014년 6월 13일). “세월호 희생 교사들 '의사자' 추진 안했다…속사정 뭐길래?”. 《머니투데이》.
165. ↑  “김어준, 근거 없는 ‘세월호 음모론’ 영화로 44억 매출”. 2021년 4월 17일에 확인함.
166. ↑  뉴스1 (2021년 1월 19일). ““세월호 수사에 靑외압 없었다”…6년9개월만에 최종 결론”. 《동아일보》. 2021년 4월 18일에 확인함.

## 참고 문헌
- 《세월호 선체조사위원회 종합보고서》. 목포: 세월호 선체조사위원회. 2018. ISBN 9791196463700.
- 《4·16세월호참사 종합보고서 (본권 II)》. 가습기살균제사건과 4·16세월호참사 특별조사위원회. 2022년 9월 1일.
- 《4·16세월호참사 진상규명 소위원회 보고서 (부속서 II)》. 가습기살균제사건과 4·16세월호참사 특별조사위원회. 2022년 9월 1일.